# النادي الإفريقي
النادي الإفريقي أو الإفريقي (بالفرنسية: Club Africain) ويختصر CA تأسس سنة 1920 ومقره باب الجديد زهز الربض الجنوبي للعاصمة التونسية. يعد فريق كرة القدم للنادي أحد المتراهنين التقليديين على لقب البطولة إلى جانب منافسيه الترجي الرياضي التونسي والنجم الرياضي الساحلي والنادي الرياضي الصفاقسي؛ ويدربه حاليا الفرنسي دافيد بيتوني. توج الفريق بثلاثة عشر كأسا وثلاث عشرة بطولة وثلاثة كؤوس سوبر. يضم النادي عدة اختصاصات أخرى أهمها: كرة اليد، كرة السلة، السباحة، كرة الماء.
النادي الإفريقي أيضا هو أول فريق تونسي يتحصل على كأس إفريقيا للأندية البطلة في بداية التسعينات سنة 1991 كما فاز بالكأس الأفروآسيوية للأندية سنة 1992 والبطولة العربية للأندية الفائزة بالكؤوس سنة 1995 ودوري أبطال العرب سنة 1997 وكأس شمال أفريقيا للأندية البطلة في مناسبتين سنة 2008 و2010 والكأس المغاربية للأندية البطلة في ثلاث مناسبات سنة 1974 و1975 و1976 والكأس المغاربية للأندية الفائزة بالكؤوس سنة 1971. ويُعد أبرز إنجازات الفريق موسم 1991-1992 عندما فاز بالبطولة والكأس وكأس أفريقيا للأندية البطلة لكرة القدم والكأس الأفروآسيوية للأندية.

## التاريخ

### التأسيس

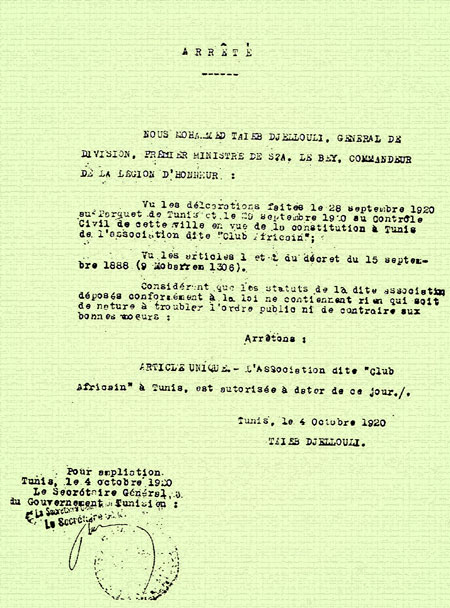
قرار الإذن لنادي الأفريقي يوم 4 أكتوبر 1920

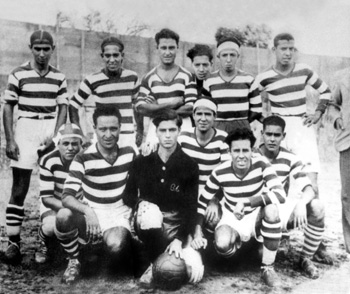
الفريق في موسم 1934-1935

المحاولة الأولى لتأسيس هذا النادي كانت عام 1919 غير أن التأشيرة لم تسند له بسبب تسميته آنذاك وهي النادي الإسلامي الإفريقي. تأسس النادي الإفريقي لخلافة نادي الملعب الإفريقي (تأسس سنة 1915 وتم حلّه في 1918) وقد تمت المحافظة على نفس الألوان، الأهداف، وبعض اللاعبين. تأسيس النادي الإفريقي كان في باب جديد وهو الربض الجنوبي للعاصمة تونس وبالتحديد كان في مخزن الصوف الموجود في حي المركاض.
الحصول على الموافقة كان يشكل صعوبة بالغة بما أن المستعمر الفرنسي وضع ثلاثة شروط تعجيزية على إدارة الفريق وهي:
- تعيين رئيس فرنسي على رأس الفريق
- تغيير الألوان المختارة (وهي الأحمر والأبيض) وتغييرها باللون الأزرق
- تغيير شعار الفريق (وهو النجمة والهلال)

بعد أن كانت الرياضة في تونس تحت الإشراف المباشر لاتحاد الجمعيات الفرنسية للرياضة (Union des Sociétés Françaises des Sports et Athlétisme)، انفصلت عنه مختلف الرياضات لتتكون لكل واحدة منها جامعته الخاصة، وهو ما سمح بترؤس الجمعيات الرياضية من قبل غير الفرنسيين، ومن تلك الجامعات الجامعة الفرنسية لكرة القدم التي ظهرت في 17 أفريل 1920، أي بعد تأسيس الترجي الرياضي التونسي وتأسس فرع لها في تونس تحت اسم الرابطة التونسية لكرة القدم، في هذا الإطار تأسس النادي الإفريقي وأسندت له التأشيرة في 4 أكتوبر 1920 وقد ترأسه البشير بن مصطفى المولود في 8 أكتوبر 1901.
تركيبة الهيئة المديرة:
- رئيس النادي: البشير بن مصطفى
- نائب الرئيس: جمال الدين بوسنينة
- الأمين العام: الشاذلي الورفلي
- نائب الأمين العام: عبد المجيد الشاهد
- أمين الصندوق: حسن النويصري
- اللجنة الرياضية: محمود مالوش، عز الدين بلحاج، فرج عبد الواحد، أحمد الزغلاوي، فرج عبد الواحد أحمد الضحاك.

وقد تركبت أول تشكيلة رسمية للنادي الإفريقي سنة 1920 على النحو التالي:
- حراس المرمى: البشير بن عمر والمنوبي الهواري
- المدافعين: جمال الدين بوسنينة، محمد ماشوش، محمود مالوش (قائد الفريق)
- لاعبو الوسط: حسن قدور، حسن النويصري، أحمد مستاوي، محمد عياد
- الهجوم: عبد الرحمان كلفاط، العربي بن يمينة، أحمد الزغلاوي، أحمد الضحاك

### المقاومة والتنمية (1920-1945)

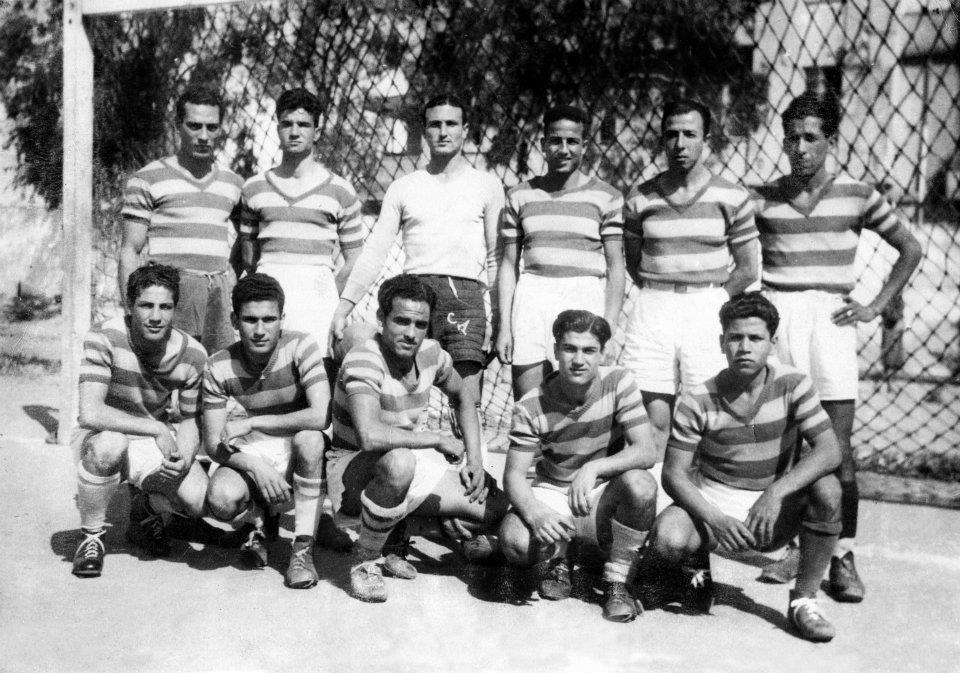
الفريق الفائز بالبطولة موسم 1946-1947

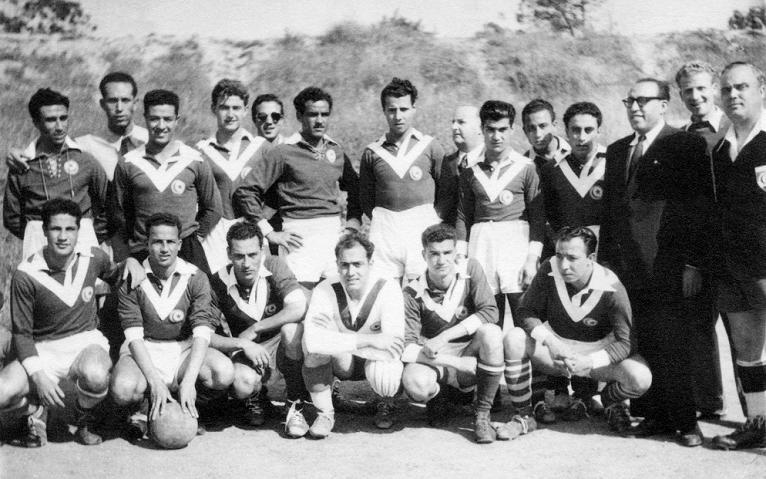
الفريق الفائز بالبطولة موسم 1947-1948

رغم الصعوبات التي واجهها الفريق في تأسيسه إلا أنه تمكن من تأطير شبان مواجها الاستعمار. في تلك الفترة وبالرغم من ضعف الموارد المالية والقيود الاجتماعية واصل الفريق انتشاره مدعما الثقافة الوطنية فتأسست المدرسة الرشيدية وتشكل المسرح التونسي.
في نفس الفترة انضم الفريق إلى البطولة التونسية في قسمها الأول سنة 1937 ولم يغادره منذ تلك السنة.

### أول الألقاب (1945-1960)

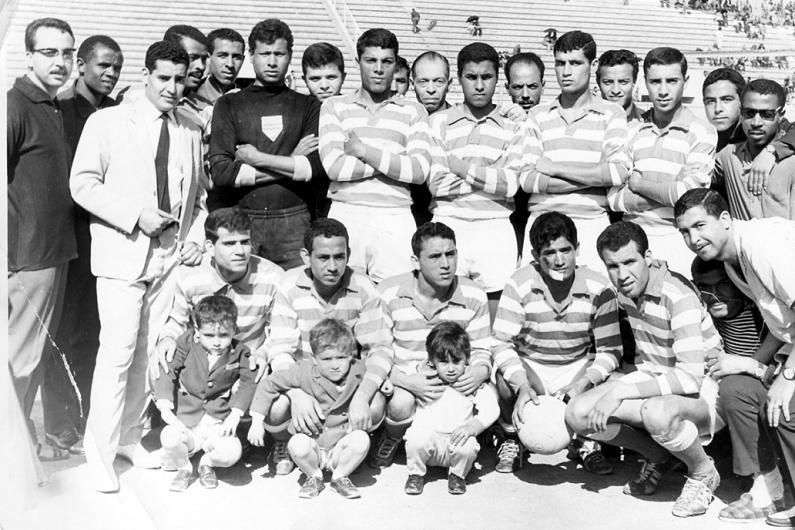
الفريق الفائز بالبطولة موسم 1963-1964

النادي الإفريقي تحصل على أول ألقابه كبطل تونس كان في موسم 1946-1947 و1947-1948 ولكن بعد بزوغ النادي الرياضي لحمام الأنف لم يتمكن الفريق من تحقيق إنجازات أخرى في العديد من المواسم. في سنة 1956 تمكن النادي الإفريقي من الوصول إلى نهائي كأس تونس لأول مرة في تاريخه لكنه هُزِم 3-1 أمام الملعب التونسي وأنهى البطولة في المركز الثالث. بعدها تراجعت نتائج الفريق بشدة وأقصي في العديد من المرات من الأدوار الأولى للكأس وتحصل على مراتب متأخرة في البطولة مما دفع المسيرين لانتداب المدرب الإيطالي فابيو روكيجياني والذي شهر بحسن تكوينه للشبان. هذه السياسة على المدى الطويل ساعدت الفريق على تحسين وضعيته.

### العصر الذهبي (1960-1980)

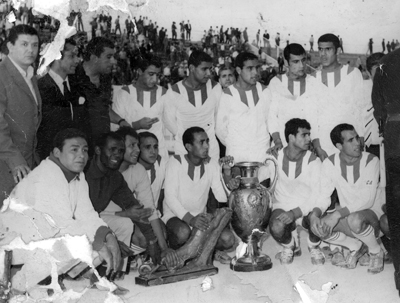
فريق الثنائية البطولة والكأس موسم 1966-1967

في هذه الفترة حصد الفريق أغلبية ألقابه على المستوى الوطني والإقليمي. البداية كانت بالبطولة موسم 1963-1964 وهو أول لقب بعد الاستقلال تحصل عليه الفريق بمجموعة من الشبان مثل الطاهر الشايبي ومحمد صالح الجديدي والصادق ساسي. في الموسم الموالي تحصل الفريق على المركز الثاني لكنه تمكن من إنقاذ موسمه بالفوز بالكأس وهو الأول في تاريخه. في موسم 1966-1967، تحصل النادي الإفريقي على البطولة بفارق ثمانية نقاط عن أبرز ملاحقيه النجم الرياضي الساحلي والذي فاز عليه أيضا في نهائي الكأس 2-0 بعد التمديد محرزا بذلك أول ثنائي بطولة-كأس في تاريخ النادي، هذا الموسم انتهى بوفاة المدرب روكيجاني قبل انتهاء الموسم بقليل. في الموسم الموالي أنهى الفريق الموسم في المرتبة الثانية وفاز بالكأس بعد فوزه على الترجي الرياضي التونسي.

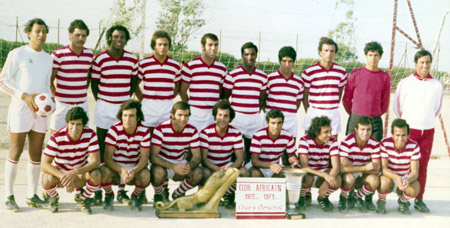
فريق الثنائية البطولة والكأس موسم 1972-1973

في موسم 1969-1970، فاز الفريق بالكأس على حساب المستقبل الرياضي بالمرسى ولكن البطولة خسرها لمصلحة الترجي الرياضي التونسي. في ديسمبر 1970، فاز النادي الإفريقي بلقب الكأس المغاربية للأندية الفائزة بالكؤوس، ليصبح بذلك أول فريق تونسي يحصل على لقب إقليمي. البداية كانت بفوز على اتحاد الجزائر 1-0 في نصف النهائي ثم المستقبل الرياضي بالمرسى في النهائي 2-0 ولكنه أنها الموسم ثانيا بالرغم من قبوله ثمانية أهداف فقط أما في الكأس فقد خرج من الدور الأول منهيا السلسلة المتتالية من الكؤوس المتتالية (رقم قياسي). في 1971-1972، عاد الفريق إلى الألقاب الوطنية بالفوز بسادس كأس ومنهيا البطولة في المركز الثاني.
بعد تعيين جمال الدين بوعبسة مدربا للفريق، تحصل النادي الإفريقي على ثاني ثنائية في تاريخه في موسم 1972-1973 وقد فاز بالكأس على حساب المستقبل الرياضي بالمرسى. دائما في الاستمرارية، ففي سنة 1973-1974: فاز النادي الإفريقي بالبطولة متحصلا على أفضل هجوم وأفضل دفاع. وفي جانفي 1974، فاز الفريق بالكأس المغاربية للأندية البطلة لأول مرة في تاريخه.

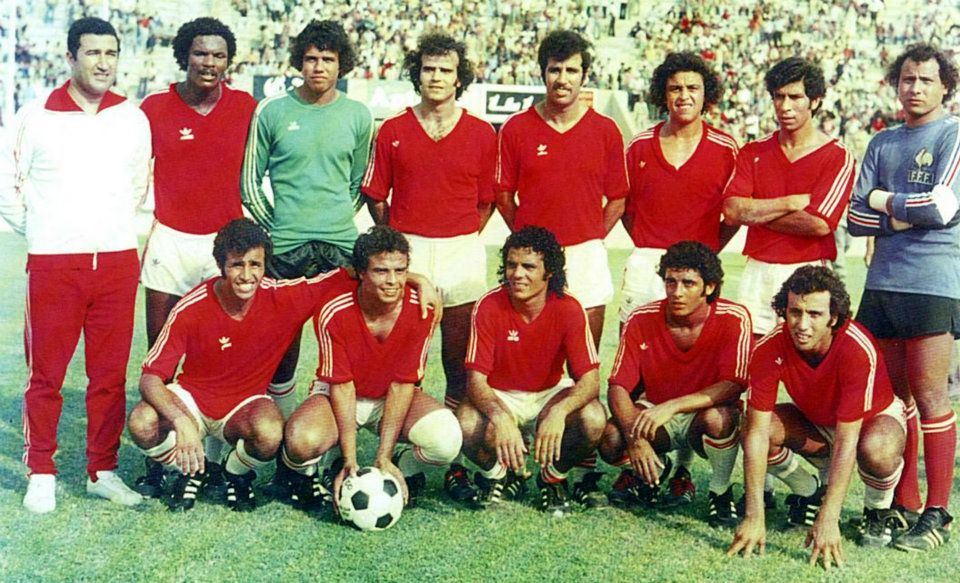
الفريق الفائز بالكأس المغاربية للأندية البطلة 1976

الفريق فاز على شبيبة القبائل الجزائري 2-0 وذلك بعد وفاة زميلهم عز الدين بلحسن ليلة المباراة في غرفته بالنزل. في الموسم الموالي، خسر الفريق البطولة لصالح الترجي الرياضي التونسي والكأس لصالح النجم الرياضي الساحلي لكنه فاز مرة أخرى بالكأس المغاربية للأندية البطلة في سبتمبر 1974 في الدار البيضاء ضد نادي الرجاء الملالي.
أعاد الفريق نفس الإنجاز في أكتوبر 1975 في تونس، أمام مولودية الجزائر بعد ضربات الجزاء رغم سيطرة الجزائريين على المباراة. في موسم 1975-1976، جاء الفريق في المركز الثالث في البطولة وفاز بكأسه السابعة على حساب الترجي الرياضي التونسي بضربات الجزاء وكان الحارس تألق في صد ثلاث ضربات جزاء.
في 1976-1977، بالرغم من كونه صاحب أفضل خط دفاع وأفضل خط هجوم إلا أنه خسر البطولة لصالح الشبيبة الرياضية القيروانية وخرج من نصف نهائي الكأس. في 1977-1978، أنهى الفريق الموسم في المرتبة الثانية، وشارك في نفس الموسم خمسة من لاعبيه في بطولة كأس العالم لكرة القدم 1978 بالأرجنتين مع منتخب تونس لكرة القدم وهم المختار النايلي والصادق ساسي وكمال الشبلي ومحمد علي موسى ونجيب غميض. النادي الإفريقي فاز مرة أخرى بالبطولة موسم 1978-1979. في موسم 1979-1980، مع لاعبين مثل المختار النايلي وكمال الشبلي ونجيب المسعودي ومحمد علي موسى، والمدرب أندري ناجي، فاز الفريق بالبطولة مرة جديدة ولم يقبل الفريق إلا سبعة أهداف وهو رقم قياسي.

### فترة الجفاف (1981-1989)
البداية كانت في موسم 1979-1980 عندما فاز النادي الإفريقي بالبطولة وخسر في نهائي الكأس ضد الترجي الرياضي التونسي وضيّع فرصة الثنائية الثالثة في تاريخ النادي. في موسم 1980-1981، خسر الفريق البطولة في آخر جولة وانسحب منذ الأدوار الأولى من الكأس. في الموسم الموالي، خسر لقبا آخر وذلك في نهائي الكأس ضد النادي الرياضي البنزرتي وكان وصيف البطولة. في موسم 1982-1983، مع المدرب مختار التليلي على رأس الفريق، أنهى البطولة في المركز الثاني وخرج في نصف نهائي الكأس. في الموسم الموالي، أنهى الفريق البطولة في المركز الرابع. في موسم 1984-1985، مع عودة أندري ناجي كمدرب للفريق، أنهى الفريق البطولة في المركز الثاني بسبب عثرات في بداية الموسم خلف الترجي الرياضي التونسي رغم الانتصار التاريخي عليه في الدربي 5-1 يوم 5 ماي 1985 وخسر الفريق الكأس بضربات الجزاء ضد النادي الرياضي لحمام الأنف.
في الموسم الموالي، أنهى الفريق البطولة ثالث الترتيب وخسر الكأس بضربات الجزاء ضد الترجي الرياضي التونسي. في موسم 1986-1987، أنهى الفريق البطولة في المركز الخامس وخرج من الدور ربع النهائي للكأس. في موسم 1987-1988، خسر الفريق البطولة قبل عشر جولات من النهاية وخسر الكأس في النهائي ضد النادي الأولمبي للنقل بضربات الجزاء. في السنة الموالية، خسر في البداية دوري أبطال العرب بضربات الجزاء ضد نادي الاتفاق السعودي وأنهى البطولة بفارق ثلاثة عشر نقطة عن الترجي الرياضي التونسي، وانهزم ضده في نهائي الكأس 0-2.
طيلة هذه الفترة لم يفز النادي الإفريقي بأي لقب بالرغم من تواجد لاعبين مميزين في صفوفه مثل الهادي البياري ولسعد العبدلي وكمال الشبلي.

### العودة إلى القمة (1990-1992)

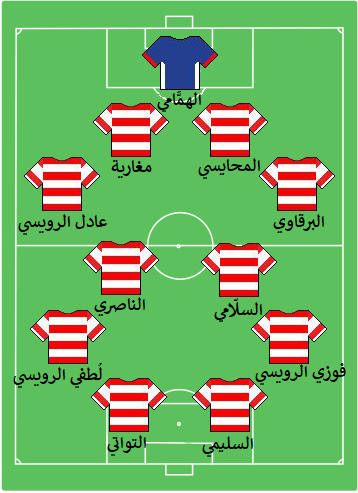
تشكيلة الفريق في نهائي كأس أفريقيا للأندية البطلة 1991

البداية كانت ببطولة موسم 1989-1990، بعد بداية سيئة. بعد تعيين فريد عباس كرئيس للفريق وفوزي البنزرتي مدربا للفريق الأول مما مكن النادي الأفريقي من تحقيق سلسلة متتالية من الانتصارات والفوز بالبطولة في آخر جولة بالفوز على المستقبل الرياضي بالمرسى 1-0، هدف قيس اليعقوبي. في الموسم الموالي، خسر النادي الأفريقي كأس الكؤوس الأفريقية ضد بي بي سي ليونس النيجيري وتحصل على المرتبة الثانية في البطولة خلف الترجي الرياضي التونسي رغم الانتصار عليهم 3-0 يوم 5 ماي 1991. النادي الإفريقي تمكن من الفوز بدوري أبطال أفريقيا لكرة القدم في الموسم الموالي، في 23 ديسمبر 1991، ليكون بذلك أول فريق تونسي يفوز بهذا اللقب. في البطولة، في الجولة قبل الأخيرة، استقبل النادي الإفريقي النادي الرياضي البنزرتي المتصدر مبتعدا نقطتين عن النادي الإفريقي بالملعب الأولمبي بالمنزه: عادل السليمي سجّل الهدف الوحيد في الدقيقة 91 مانحا فريقه البطولة العاشرة بفارق نقطة عن النادي الرياضي البنزرتي. تمكن نفس الفريق من تحقيق الثنائية بالفوز على الملعب التونسي في نهائي الكأس مسجلا موسما استثنائيا للفريق. وأكمل الفريق فوزه بدوري أبطال أفريقيا لكرة القدم بالفوز بالكأس الأفروآسيوية للأندية ضد نادي الهلال السعودي.

### حمودة بن عمار (1994-1996)
بعد موسم كارثي 1993-1994، مسك حمودة بن عمار زمام رئاسة الفريق مدة سنتين. في هذه الفترة، أحرز الفريق في سنة 1995 البطولة العربية للأندية الفائزة بالكؤوس ضد النجم الرياضي الساحلي في الملعب الأولمبي بسوسة بالذات بنتيجة 1-0، بعد التمديد عن طريق نبيل معلول عبر ضربة جزاء. الفريق أحرز أيضا البطولة موسم 1995-1996 أرقام قياسية: بوبكر الزيتوني حافظ على نظافة شباكه طيلة 1004 دقائق وهو رقم قياسي وطني. النادي الإفريقي لم يقبل سوى هدف واحد طيلة فترة الذهاب وسبعة أهداف في كامل الموسم، ومسجلا 49 هدف في ذلك الموسم، وكان أفضل هداف هو سامي التواتي محرزا 17 هدفا.

### السنوات السوداء (1997-2005)
بينما بدأ الترجي الرياضي التونسي فترته الذهبية، عرف النادي الإفريقي أزمة دامت 8 سنوات، لم يفز فيها إلا بالكأس سنة 1998 و2000 ودوري أبطال العرب سنة 1997. ومع ذلك فقد وصل إلى نهائي الكأس سنة 1999 ضد الترجي الرياضي التونسي و2003 ضد الملعب التونسي وأيضا نهائي كأس الكؤوس الأفريقية سنة 1999 ونهائي دوري أبطال العرب سنة 2002. عرف أيضا تعاقبا لعديد المدربين ورؤساء الجمعية على حديقة منير القبايلي.

### بداية التجديد (2006)
قرر رئيس الإفريقي كمال إيدير تعيين برتران مارشان مدربا للفريق. تحت قيادته وصل الفريق إلى نهائي الكأس وكان أنهى البطولة في المرتبة الثانية.

### عبد الحق بن شيخة، اختيار الانضباط (2007-2009)

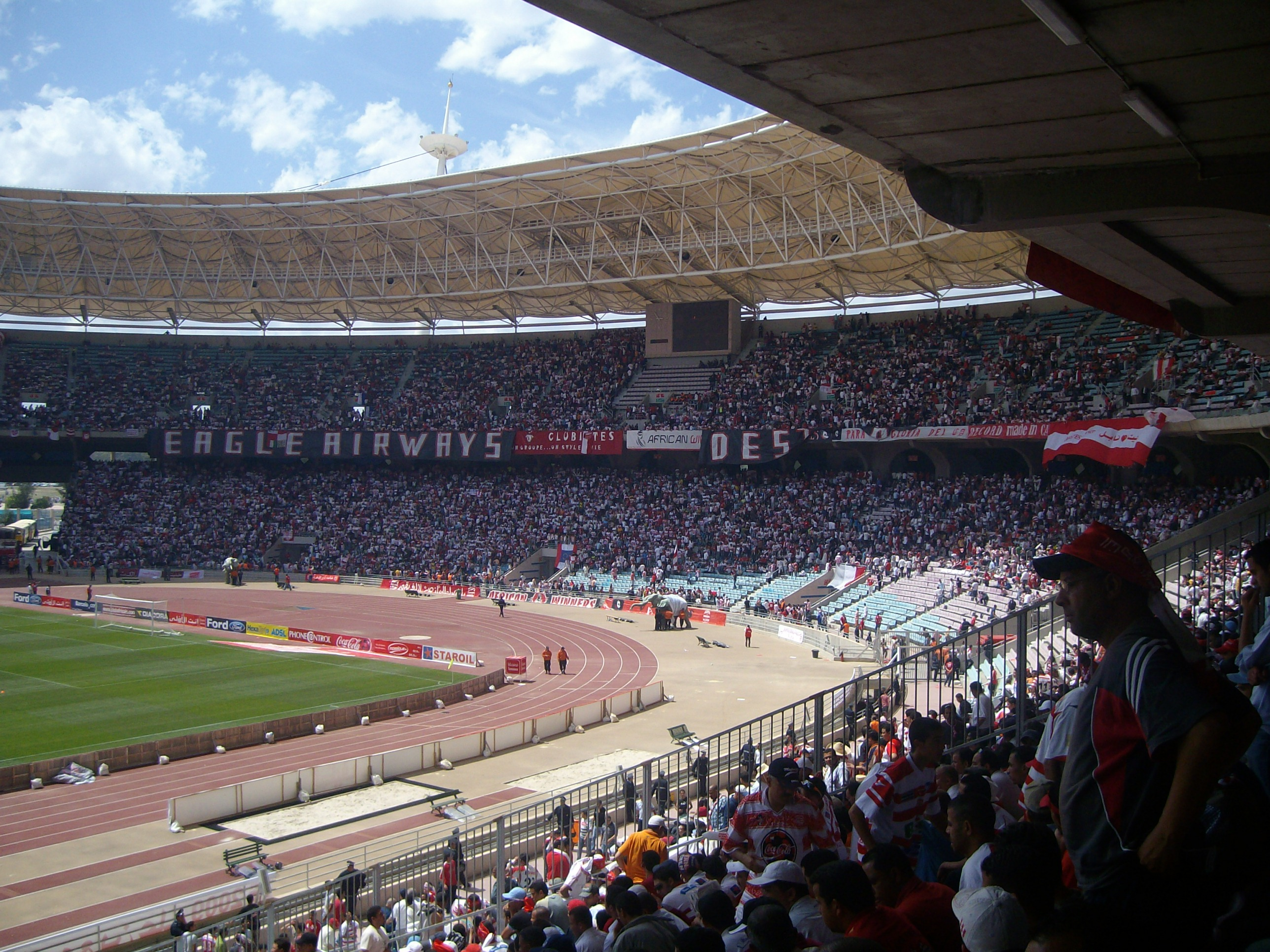
مشجعو النادي الإفريقي بملعب رادس أثناء مباراة النادي الإفريقي-الترجي الرياضي الجرجيسي في 22 ماي 2008 يوم تتويج النادي الإفريقي بلقب البطولة 2007-08 فاز على الترجي الرياضي الجرجيسي 2-1

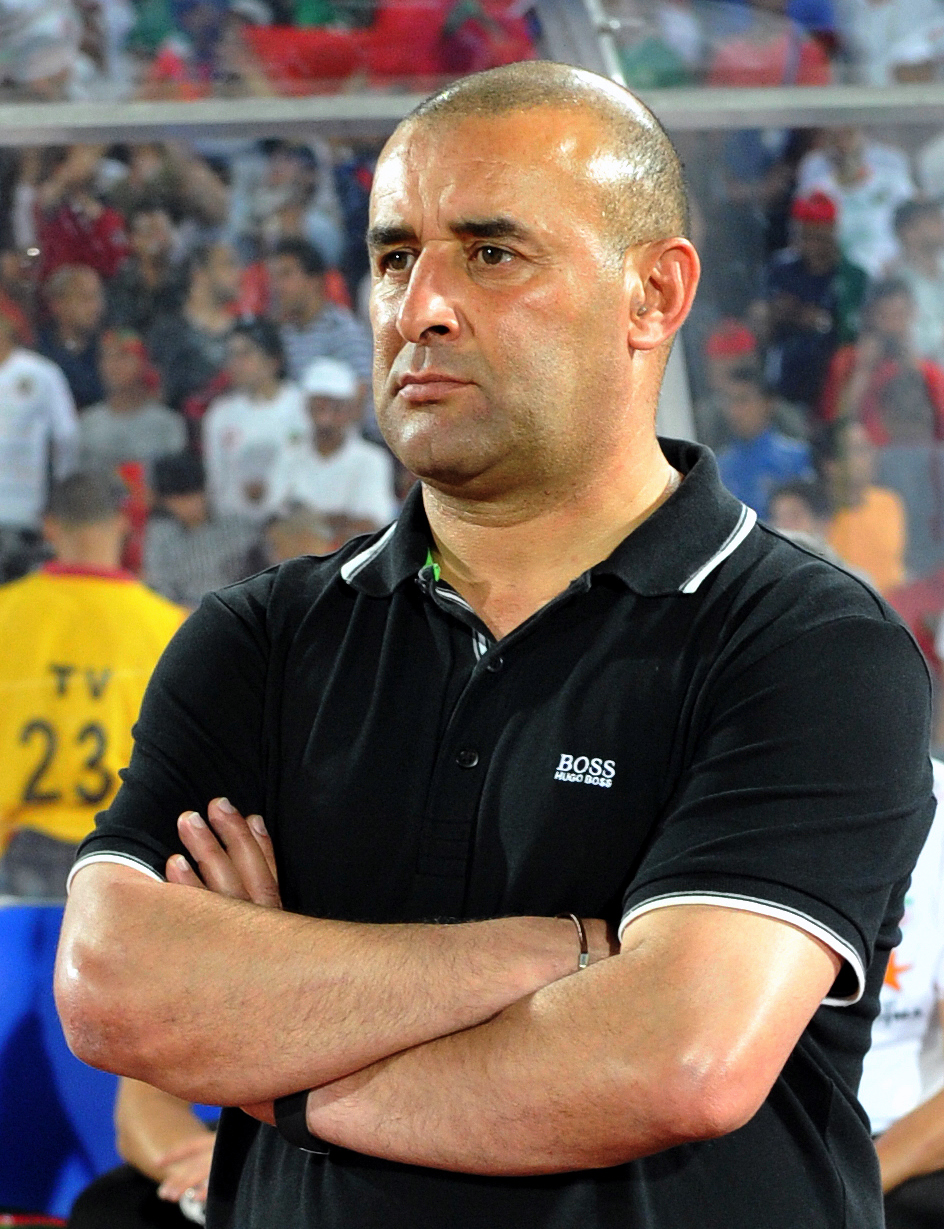
عبد الحق بن شيخة قاد النادي الإفريقي للتتويج بالبطولة موسم 2007^{_}08

انتداب يوسف المويهبي أكمل منظومة هجومية قوية وهو يملك في صفوفه زهير الذوادي وموسى بوكونغ. عبد الحق بن شيخة اختار إذن تشكيلة 4-3-3. في النهاية، لاعبون مثل الأسعد الورتاني وألكسيس إينام ماندومو وكريم العواضي أصبحت هامين للفريق، مشكلين ثلاثي متكامل. وسام بن يحيى، الذي أكد علو كعبه والمستوى العالي في الإمكانيات، أصبح بسرعة معبود الجماهير بفضل فنياته العالية وحسن تحركه وقدرته على اللعب في مراكز عديدة.
في المركاتو الشتوي لسنة 2008، انتدب النادي الإفريقي المهاجم أيمن الرهيفي من المستقبل الرياضي بالمرسى. يوم 22 ماي 2008، الفريق توج بالبطولة للمرة 12 في تاريخه، على إثر الانتصار ضد الترجي الرياضي الجرجيسي 2-1. في بداية الموسم، انتهت المنضومة الدفاعية المتكونة من محمد الباشطبجي ومحمد علي الغرزول وخالد السويسي وحمدي الورهاني وشكري الزعلاني وحلمي حمام وأنيس العمري، دون نسيان حارس المرمى عادل النفزي الذي حطم الرقم القياسي للبطولة بـ1269 دقيقة من اللعب دون قبول أي هدف، من الدقيقة 38 للجولة الثامنة إلى الدقيقة 48 للجولة 22.
في موسم 2008-2009، لم يفز الفريق بالبطولة، منهيا إياها في المركز الثاني وبأفضل خط دفاع، ولكن بانتصار تاريخي في الدربي العاصمي يوم، 1 مارس 2009، ضد الترجي 3-0.

### دور بيار لوشانتر (2009-2010)
في سنة 2009، مسك المدرب بيار لوشانتر بزمام تدريب الفريق لكن النتائج لم تكن في الموعد، خاصة في النصف الثاني من البطولة والخروج من الدور الثاني لدوري أبطال أفريقيا لكرة القدم.
في أفريل 2010، عوضت إدارة الفريق بيار لوشانتر بحبيب الماجري لكن النتائج المخيبة للآمال زادت بعد خروج الفريق من نصف نهائي الكأس.

### الكساد الرئاسي ومجيء جمال عتروس (2010-2012)
أثناء التحضير لموسم 2010-2011، مرالنادي بأزمة لهيئته التنفيذية بعد خروج كمال إدير.و كان المرشح جمال العتروس هو المفضل من قبل الأحباء، لكن بلحسن الطرابلسي، شقيق السيدة الأولى آنذاك ليلى بن علي، رفض اسمه بسبب وجود نزاع بين عائلتي الطرابلسي والعتروس حول نيل امتياز شركة ايسوزو. وبعد تعيين العتروس، تم إخراجه قبل بداية الموسم والاستعاضة عنه بالشريف باللامين ومنير البلطي كنائب رئيس وهو الذي عوض رئيس النادي بسبب مرضه. تعرض النادي إلى اثنين من الخسائر خلال المباريات الثلاث الأولى، وخسائر أخرى قادته إلى الخروج من سباق البطولة والكأس رغم فوزه في كأس شمال أفريقيا للأندية البطلة خاصة مع الهزيمة ضد الترجي الرياضي الجرجيسي في استاد المنزه خلال الثورة التونسية وبضغط من المشجعين أقيل المدرب مراد محجوب، واستعيض عنه بقيس اليعقوبي واستقال رئيس النادي بالنيابة الذي دعا إلى عقد اجتماع عام يتم خلاله توضيح الموقف.بعد الرحيل أسرة الطرابلسي والرئيس المخلوع، في 14 يناير 2011، أجرى النادي الأفريقي انتخابات عامة في 25 فيفري تم خلالها انتخاب جمال العتروس كرئيس وكنائب رئيس صلاح المناعي وبذلك يكون النادي الإفريقي التونسي هو الفريق التونسي الأول الذي يعقد جلسة عامة انتخابية بعد الثورة.
بعد أن استبعد في الجولة الثالثة من دوري أبطال أفريقيا بعد توقف المقابلة إثر أحداث شغب وقع تعيين فوزي البنزرتي كمدرب وواصل النادي بقية مسيرته في الجولات الأخيرة من موسم مخيب للأمال مع العديد من الهزائم، وأنهى الفريق المركز الرابع في البطولة. بعد موسم كارثي، العديد من اللاعبين تركوا النادي خلال فترة الانتقالات الصيفية وسام بن يحي، وقع بيعه لنادي مرسين التركي بمبلع 800 ألف دينار وخالد السويسي، تم بيعه لنادي آرل افينيون الفرنسي بقيمة 200 ألف يورو، ولم يتم تجديد عقود عديد اللاعبين الآخرين كريم العواضي، أسامة السلامي وخالد المليتي وقرر مدير مكتب إنهاء عقود ستة لاعبين أخارين فحين وقع انتداب أيمن بن أيوب، شاكر الرقيعي، نافع الجبالي، وجدي جباري، الأمير الحاج مسعود، فيتور سوني وربيعة اللافي. بداية الموسم كانت مع كاس الاتحاد الإفريقي حيث كانت الانطلاقة جيدة ووصل إلى النهائي وفاز في مباراة الذهاب ضد المغرب فاسي بنتيجة هدف لصفر سجله الكسيس ميندامو في الدقيقة السابعة من شوط الأول، لكنه خسر مباراة الإياب بنفس النتئجة وبركلات الترجيح. وإثر هذه الخيبة وبعد تعادل في البطولة استقال المدرب فوزي البنزرتي وأمسك باتريك ليفويغ، المدير الفني الفريق مؤقتا. وبعد قترة ومرور قصير من للمدرب عبد الحق شيخة، مع فقدان الكثير من نقاط في البطولة وابتعاد عن المنافسة، فاستقال بن شيخة وعاد لوفيغ للتدريب الذي تولى تدريب الفريق ومع ضغط الجماهير ومطالبة رئيس بالرحيل عن النادي بعد موسم ووقع الإعلان عن جلسة انتخابية في جوان 2012.

### سليم الرياحي (2012-2017)

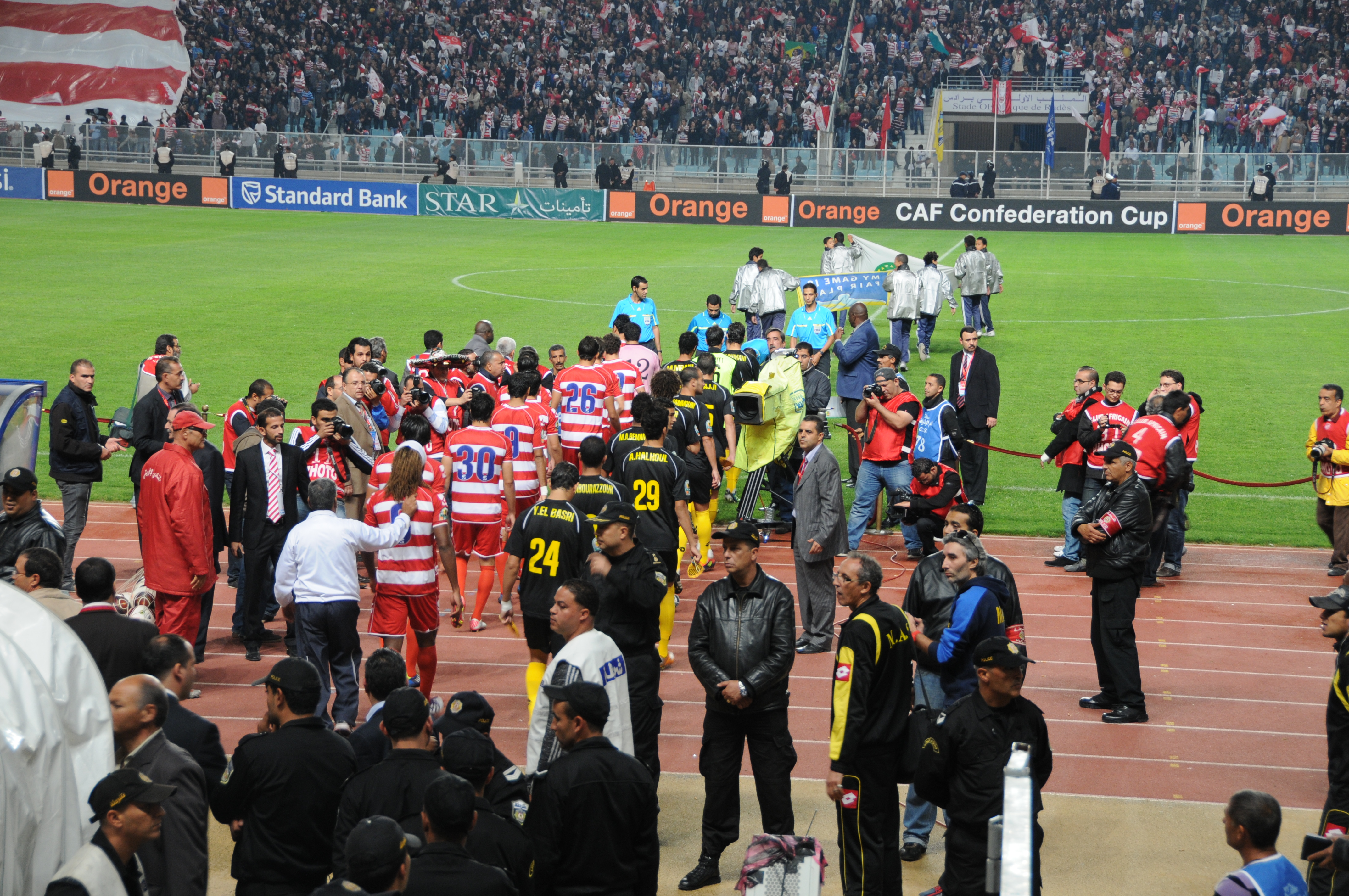
نهائي كأس الكونفيدرالية الأفريقية 2011 بتاريخ 15 نوفمبر 2011

بعد موسم كارثي بأتم معنى الكلمة وعلى الأصعدة، عبّر سليم الرياحي على رغبته في ترأس النادي الإفريقي وتم انتخابه بعد ترشحه وحيدًا لهذا المنصب. بعد انتخاب سليم الرياحي قام الأخير بعديد من الانتدابات كاللاعب الجزائري عبد المؤمن جابو خالد لموشية كارل ماكس داني هتان البراطلي والعديد من اللاعبين الآخرين وتم التعويل في البداية على المدرب برنارد كازوني إلا أن تواضع النتائج عجل برحيله ليتم التعاقد مع المدرب نبيل الكوكي. في أعقاب الجمعية العامة الاختيارية التي عقدت في 16 يونيو 2012، تم انتخاب سليم الرياحي كرئيس جديد للنادي ويضع أهدافًا طموحة، مع توفير موارد مالية كبيرة: النادي الأفريقي ينفق أكثر من ثلاثين مليون دينار لتجنيد لاعبين في صيف 2012 والفوز بالبطولة التونسية. تم تعيين كريستوف مييلول مديرا رياضيا وبيرنارد كاسوني كمدرب. جلب المكتب العديد من اللاعبين مثل الجزائري عبد المؤمن جابو، من وفاق سطيف بصفقة بلغت ثلاثة ملايين دينار، أكبر صفقة في تاريخ البطولة، هاتن باراتلي كارل ماكس. كما يستحضر الرياحي البناء على المدى الطويل، يريد أن الرهان على اللاعبين الشباب مثل ماهر حداد، الذي وقع للنادي أيضا ثلاثة ملايين دينار. يعترف النادي الإفريقي في الوقت نفسه بحزقيال ندوازال إلى تيريك غروزني بينما يترك اللاعبون الآخرون النادي بإنهاء العقد أو بعد الحصول على إعارة لموسم واحد. بعد ست مباريات، تم إقالة المدرب بيرنارد كاسوني، وربما يدفع ثمن الخسارة في مباراة الديربي. في 7 أكتوبر 2012، أثناء الهدنة قبل بداية الموسم الجديد، يصبح نبيل الكوكي المدرب الجديد. على الرغم من البداية السيئة للموسم، مع ثلاثة تعادلات ولم يتم تسجيل أي أهداف، فإن النادي يمتلك مسيرة جيدة بأربعة انتصارات متتالية. أربعة مجندين جدد الانضمام إلى النادي خلال فترة الانتقالات الشتوية، عمار الجمل، زهير الذوادي، فتاح الغربي ومبينزا بيدي ولكن جرح وأواخر الوظيفي وأحمد بلقاسم ليس قادر على سحب قبالة المباراة الثانية، وقدم أخيرا لصالح الاتحاد الرياضي بن قردان. على الرغم من مسيرته الكروية، تم استبدال نبيل الكوكي بـفوزي البنزرتي بعد هزيمة في دربي، قبل اليوم الأخير من المرحلة الأولى. وأخيراً، ينهي النادي المركز الثاني في المرحلة الأولى ويتأهل للمباراة النهائية. لكن الهشاشة النفسية ولعنة اللعب وعدم وجود منافسة لبعض اللاعبين المصابين تؤدي إلى توازن سلبي: حيث يحتل النادي المركز الرابع يقال البنزرتي محل نائبه فتحي العبيدي. يتم الإعلان عن موسم 2013-2014 باعتباره الإقلاع الحقيقي للرياحي من النادي الأفريقي. بعد نجاح النادي الرياضي الصفاقسي مع المدرسة الهولندية، توظيف المدرب الهولندي أدري كوستر وأسطول من لاعبين أجانب من بينهم ثلاثة آمال غانا - فرانسيس ناره ديريك منساه وسايدو ساليفو - والدولي السابق من نفس البلد، الأمير سالو تاجو، وكذلك الكونغولي مات موسيلو والشاب المالي مالك توريه. الجانب التونسي هو تجنيد خالد القربي، الحاج أمين سعيد، بقعة لاعب من عشر مباريات في أربع سنوات، وليد الذوادي، شقيقه الأصغر شمس الدين الذوادي، على أمل أنه هو محترف مثل أخيه، وحارس المرمى سليم الربيعي. قام الفريق بداية جيدة مع ثلاثة انتصارات متتالية قبل المشاكل تظهر: نهر انضم إلى بطولة التشيك، تيغو يكسر عقده، ساليفو هو ينقل تحويل الذوادي دون ان يلعب ثاني وتشارك الحاج سعيد فقط مباراة واحدة فقط في 17 مباراة. في حين قرر الرياحي إلى تشكيل لجنة تحقيق لتحديد المسؤوليات راشد الزمرلي، المتحدث باسم النادي، مهدي الغربي، رئيس قسم كرة القدم، ويوسف العلمي، رئيس قسم الكبار، ويقول تغطيها التحقيق الداخلي وتقديم استقالته. وفي الوقت نفسه، تستمر التغييرات: يتم رفض كوستر لصالح لاندري شوفان أشار بينما الشباب - غازي العيادي سيف الأحول، شهاب الجبالي ومالك توري - يتم تقديمهم تدريجيا. تم استبدال شوفين بعد سلسلة من النتائج السيئة، وحل محله منجر قباير. أنهى النادي أخيراً المركز الرابع في البطولة وفي الدور ربع النهائي من كأس تونس.
خلال موسم 2014-2015، يقوم النادي بتجنيد المدرب الفرنسي دانييل سانشيز واللاعبين الدوليين مثل ياسين الميكاري وستيفان ناتر وتيجاني بلعيد وصابر خليفة والشاب نادر الغندري وشهاب الزغلامي وأحمد خليل. كما يقوم بتجنيد حارس المرمى فاروق بن مصطفى، عماد المنياوي، الذي تميز في الموسم السابق بـالنجم الرياضي بالمتلوي والمدافع الجزائري هشام بالقروي. يبدأ النادي الموسم بشكل جيد، على الرغم من الهزائم في منتصف الموسم ونقاط الخسارة، ويظل قائداً للصف التاسع في اليوم الأخير، حتى لو خسر أحد مهاجميه الرئيسيين بسبب الإصابة: عبد المومن جابو حل محله عماد المينياوي، حاسمة في الأيام الأخيرة مع صابر خليفة، مؤلف خمسة عشر هدفا. وقد توج النادي بالبطولة للمرة الثالثة عشرة في تاريخه وخرج في الدور 16 من كأس تونس ونفس الدور من كأس الاتحاد الأفريقي. ويتأثر موسم 2015-2016 بالتغييرات التدريبية المتتالية: دانيال سانشيز، نبيل كوكي ورود كرول. النادي ينهي في المركز السادس في الدوري ويتم القضاء عليه في الدور 32 في دوري أبطال أفريقيا. بعد ذلك يقوم القيس يعقوبي بالثناء ويدير، في نهاية الموسم، تأهيل فريقه في نهائي الكأس التونسي الذي خسر أمام الترجي الرياضي التونسي بنتيجة 2_0.
في بداية موسم 2016-2017، بقي اليعقوبي على رأس الفريق قبل استبداله في نوفمبر عوض شهاب الليلي. في موسم الانتقالات الشتوي، يبيع النادي أسامة الحدادي لـنادي ديجون وبسام الصرارفي لـنادي نيس مقابل مبلغ ثلاثة ملايين يورو، وإعارة عبد القادر الوسلاتي لنادي الفتح السعودي ويوظف أسامة الدراجي، وسليمان كشك، وماثيو روسكي الشباب الآخرين مثل منوبي حداد. احتل النادي المركز الثاني في المرحلة الأولى من البطولة ويتأهل للمباراة لكنه يحتل المركز الثالث. ومع ذلك، تمكن النادي من التأهل في مرحلة المجموعات من كأس الاتحاد الأفريقي وانتهى الموسم بالفوز بـكأس تونس. يواصل النادي المغامرة الأفريقية مع المدرب الجديد ماركو سيموني، لكن النادي فشل في الفوز باللقب وخرج في الدور النصف النهائي ضد سوبرسبورت يونايتد الجنوب إفريقي. في 1 نوفمبر 2017، أعلن سليم الرياحي استقالته من رئاسة النادي بسبب وضعه القانوني الحرج. مروان حمودية يحل محله مؤقتا.
و خلال فترة رآسة سليم الرياحي لعب النادي الإفريقي مباراة ودية ضد باريس سان جيرمان الفرنسي بتاريخ 4 يناير 2017 بالملعب الأولمبي برادس خسرها أبناء باب الجديد بنتيجة 3 _ 0.

## تتويجات النادي
في منتصف تسعينات القرن الماضي، أرادت الجامعة التونسية لكرة القدم الابتكار من خلال نسخ النموذج الإيطالي المتمثل في وضع نجم على قميص كل نادي بعد أن حقق عشر بطولات. في حالة النادي الإفريقي، الذي يضم 12 بطولة بما فيها تلك التي حصل عليها قبل الاستقلال، ولكن عشر فقط منذ الاستقلال في عام 1956، فإن النجمة لا تضاف إلا منذ موسم 2008. هذه النجوم لا ترتبط بعدد الكؤوس التي فاز بها. النجم الذي تم وضعه في عام 1998 بعد الفوز العاشر بالكأس، هو مبادرة من رئيس النادي آنذاك شريف بالامين ليس لها قيمة مقارنة بتلك التي تقدمها الجامعة.
| المستوى الوطني | المستوى الإقليمي | المستوى الدولي |
| --- | --- | --- |
| - بطولة تونس (13) - الفوز بالبطولة: 1947، 1948، 1964، 1967، 1973، 1974، 1979، 1980، 1990، 1992، 1996، 2008، 2015 - وصيف بطل تونس : 1965، 1968، 1969، 1970، 1971، 1972، 1975، 1977، 1978، 1981، 1982، 1983، 1985، 1987، 1989، 1991، 1998، 2007، 2009، 2010، 2018 - كأس تونس لكرة القدم (13) - الفوز بالكأس : 1965، 1967، 1968، 1969، 1970، 1972، 1973، 1976، 1992، 1998، 2000، 2017,2018 - وصيف صاحب الكأس : 1956، 1963، 1974، 1980، 1982، 1985، 1986، 1988، 1989، 1999، 2003، 2006، 2016 - كأس السوبر التونسي (3) - الفوز: 1968، 1970، 1979. | - الكأس المغاربية للأندية البطلة (3) - الفوز: 1973، 1974، 1975 - الكأس المغاربية للأندية الفائزة بالكؤوس (1) - الفوز: 1970 - الوصيف: 1971، 1972 - البطولة العربية للأندية الفائزة بالكؤوس (1) - الفوز: 1995 - دوري أبطال العرب (1) - الفوز: 1997 - الوصيف: 1988، 2003 - كأس شمال أفريقيا للأندية البطلة (2) - الفوز: 2009، 2010 | - رابطة الأبطال الإفريقية (1) - الفوز: 1991 - الكأس الأفروآسيوية (1) - الفوز: 1992 - كأس الكؤوس الأفريقية (0) - الوصيف : 1990، 1999 - كأس الاتحاد الكونفدرالي الأفريقي لكرة القدم (0) - الوصيف : 2011 |

- كأس دوري أبطال أفريقيا التي حصل عليها النادي الإفريقي عام 1991
- بطولة تونس التي حصل عليها النادي الإفريقي عام 2008
- بطولة تونس التي حصل عليها النادي الإفريقي عام 2015
- كأس تونس التي حصل عليها النادي الإفريقي سنة 2016

### تقرير المشاركات

#### تقرير المشاركات المحلية
في نهاية موسم 2016-2017، قام النادي الإفريقي بجمع 80 مشاركة في بطولة الدوري التونسي، بما في ذلك 62 مشاركة بعد الاستقلال. هو أول قسم أول شامل في جميع المواسم وهو الوحيد الذي يستمر في التطور بسلاسة.
| البطولة                                     | مواسم | الألقاب | لعب   | ربح | عدل | خسر | له    | عليه  | الفارق |
| ------------------------------------------- | ----- | ------- | ----- | --- | --- | --- | ----- | ----- | ------ |
| البطولة التونسية 1937-1955 (قبل الاستقلال)  | 18    | 2       | ?     | ?   | ?   | ?   | ?     | ?     | ?      |
| البطولة التونسية 1955-2017 (بعد الاستقلال)  | 62    | 11      | 1٬556 | 768 | 500 | 288 | 2٬187 | 1٬168 | +1019  |
| البطولة التونسية (الدرجة الثانية) 1920-1937 | 16    | ?       | ?     | ?   | ?   | ?   | ?     | ?     | ?      |

#### تقرير المشاركات الأفريقية
على المستوى الأفريقي، يظهر النادي الإفريقي في المركز العشرين في ترتيب القرن العشرين. كما ينشئ الاتحاد الدولي لكرة القدم تصنيفًا لأفضل الأندية العالمية بناءً على دراسة إحصائية للنتائج المسجلة ؛ النادي الإفريقي الثاني والعشرون لهذا القرن والنادي التونسي الثالث والنادي العالمي رقم 312 للعقد 2001-10.
| البطولة                      | مشاركات | الألقاب | لعب | ربح | عدل | خسر | له  | الألــــقـــاب     |
| ---------------------------- | ------- | ------- | --- | --- | --- | --- | --- | ------------------ |
| دوري أبطال أفريقيا           | 9       | 54      | 26  | 13  | 15  | 84  | 51  | البطل (1991)       |
| كأس الكؤوس الأفريقية         | 4       | 32      | 16  | 7   | 9   | 46  | 26  | الوصيف (1990-1999) |
| كأس الكونفيدرالية الأفريقية  | 7       | 52      | 26  | 12  | 14  | 72  | 43  | الوصيف (2011)      |
| كأس الاتحاد الأفريقي للأندية | 1       | 8       | 4   | 3   | 1   | 15  | 9   | نصف نهائي (2003)   |
| المجموع                      | -       | 146     | 72  | 35  | 39  | 217 | 129 | بطولة واحدة        |
| آخر تحديث: 17 مارس 2018      |         |         |     |     |     |     |     |                    |

#### تقرير المشاركات المغاربية
| البطولة                                 | مشاركات | الألقاب | لعب | ربح | عدل | خسر | له | الألــــقـــاب             |
| --------------------------------------- | ------- | ------- | --- | --- | --- | --- | -- | -------------------------- |
| كأس شمال أفريقيا للأندية البطلة         | 3       | 11      | 4   | 6   | 1   | 14  | 8  | البطل (2008 و 2010)        |
| الكأس المغاربية للأندية البطلة          | 3       | 6       | 5   | 1   | 0   | 10  | 2  | البطل (1974 - 1975 و 1976) |
| الكأس المغاربية للأندية الفائزة بالكؤوس | 4       | 8       | 3   | 2   | 3   | 7   | 6  | البطل (1971)               |
| المجموع                                 | 10      | 25      | 12  | 9   | 4   | 31  | 16 | 6 بـطـولات                 |

#### تقرير المشاركات العربية
| البطولة                                               | مشاركات | الألقاب | لعب | ربح | عدل | خسر | له | الألــــقـــاب |
| ----------------------------------------------------- | ------- | ------- | --- | --- | --- | --- | -- | -------------- |
| دوري أبطال العرب                                      | 7       | 40      | 17  | 14  | 9   | 59  | 40 | البطل 1997     |
| البطولة العربية للأندية الفائزة بالكؤوس (بطولة منحلة) | 1       | 6       | 6   | 0   | 0   | 10  | 2  | البطل 1995     |
| المجموع                                               | -       | 46      | 23  | 14  | 9   | 69  | 42 | بـطـولـتـان    |

### أرقام قياسية
يملك النادي الإفريقي العديد من الأرقام القياسية في تونس وأفريقيا خلال تاريخه:
- هو أول ناد تونسي يفوز بـدوري أبطال أفريقيا.
- هو النادي الوحيد في تونس وبـأفريقيا الذي حقق رباعية في موسم 1991-1992 عندما فاز بالبطولة والكأس و دوري أبطال إفريقيا والكأس الأفروآسيوية للأندية.
- وهو يحمل الرقم القياسي لمعظم الكؤوس التونسية المتتالية: فاز الفريق في أربع نهائيات لعبت بين عامي 1967 و 1970، مما جعلهم النادي الوحيد للفوز بالمنافسة أربع مرات متتالية.
- وهو أكثر أندية شمال إفريقيا نجاحاً في شمال أفريقيا حيث حصل على ستة ألقاب مغاربية، وثلاث بطولات الكأس المغاربية للأندية البطلة، لقبي كأس شمال أفريقيا للأندية البطلة، ولقب واحد الكأس المغاربية للأندية الفائزة بالكؤوس
- هو أول ناد تونسي يفوز بلقب دولي مع كأس الكؤوس المغاربية في 1971.
- إنه النادي التونسي الأكثر تتويجا بـكأس السوبر التونسي بثلاثة ألقاب، مباشرة بعد الترجي الرياضي التونسي الذي فاز بخمسة ألقاب.
- وهو يحتل المرتبة 17 في التصنيف العالمي مع أطول سباق خالي من الهزائم على أرضه، 56 مباراة بين 5 نوفمبر 2006 و15 ديسمبر 2010 (44 فوز و 12 تعادلاً)[3]

## الإدارة

### الرؤساء
نجح 25 رئيسًا مختلفًا في رئاسة النادي الإفريقي منذ تأسيسه. حتى الآن، جميعهم مواطنون تونسيون. الأول هو بشير بن مصطفى الذي ينفذ ولايته لمدة عامين، قبل أن يرى النادي الأفريقي أن الرؤساء ينجحون بخطى ثابتة، مرددين الصعوبات الرياضية والمالية التي يمر بها النادي. يمكن تفسير حالة عدم الاستقرار هذه على وجه الخصوص من خلال مشاكل التدفقات النقدية المتكررة: وافق الرؤساء المختلفون على إنقاذ النادي لبعض الوقت، بينما لم يتم مساعدة النادي الأفريقي من قبل السلطات العامة، ولا سيما البلدية.
ويعد صالح عويج أطول رئيس للنادي في الفترة ما بين 1946-1950 و1954-1957 و1958-1964. وهو أيضاً رئيس النادي الوحيد الذي حصل على لقب قبل الاستقلال، خلال بطولتي 1946-1947 و1947-1948، وأول من حصل على لقب بعد الاستقلال في 1963-1964. تقدم فتحي زهير من عام 1967 إلى 1970، ورئاسته ترى النادي يفوز بالكأس مرتين. تم العثور على الاستقرار في 1970: عبد العزيز الأصرم لا يزال على رأس النادي لمدة ثماني سنوات، حتى الآن أطول فترة ولاية رئيس، بين 1964 و1966 وبين 1971 و1977. تحت رئاسته، الفريق يفوز بثلاث مرات في البطولة، وأربعة أضعاف الكأس، وكأس الكؤوس المغاربية في عام 1971 وثلاثة أضعاف كأس أندية أبطال المغرب الكبير بين عامي 1974 و 1976.
شغل فريد مختار منصب الرئيس مرتين، من 1977 إلى 1980 ومن 1981 حتى وفاته في عام 1986. وتحت رئاسته، فاز النادي مرتين ببطولة كأس السوبر التونسية. حل الدبلوماسي محمود المستيري مكانه بين عامي 1986 و 1987. وخلال هذه الفترة، تولى رضا الزعبي قيادة النادي ثلاث مرات، في أعوام 1980-1981، 1987-1988 و 1991-1992. وتحت رئاسته، فاز النادي بأربعة ألقاب تاريخية: البطولة، الكأس، كأس الأندية الإفريقية، وكأس الأندية اللآفروآسيوية.
يتولى شريف بالأمين الرئاسة في أربع مناسبات، في الأعوام 1992-93، 1997-2000، 2002 -2006 و 2010. في عهده، فاز النادي بالكأس، ودوري أبطال العرب وكأس أندية بطل شمال إفريقيا.
ترأس حمودة بن عمار النادي بين عامي 1994 و 1996 وكمال إدير من نوفمبر 2005 حتى نهاية موسم 2010. برئاسة الأخير، تمكن الفريق من الفوز بالبطولة في 2007-2008، بعد اثني عشر عامًا على آخر النصر في عام 1996 وكأس الأندية بطل شمال أفريقيا في عام 2008.
| البلد | الاسم            | الفترة    |
| ----- | ---------------- | --------- |
| تونس  | بشير بن مصطفى    | 1922-1920 |
| تونس  | وناس العجيمي     | 1923-1922 |
| تونس  | عبد العزيز ونيس  | 1924-1923 |
| تونس  | مصطفى صفر        | 1925-1924 |
| تونس  | عبد العزيز ونيس  | 1927-1925 |
| تونس  | علي بلحاج        | 1931-1927 |
| تونس  | عبد العزيز ونيس  | 1932-1931 |
| تونس  | المنصف العقبي    | 1940-1932 |
| تونس  | محمد علي العنابي | 1941-1940 |
| تونس  | المنصف العقبي    | 1946-1941 |
| تونس  | صالح عويج        | 1948-1946 |
| تونس  | محمد العاصمي     | 1949-1948 |
| تونس  | محمد المستيري    | 1952-1950 |
| تونس  | محمد العاصمي     | 1953-1952 |

| البلد | الاسم             | الفترة    |
| ----- | ----------------- | --------- |
| تونس  | صالح عويج         | 1956-1954 |
| تونس  | محمد العاصمي      | 1958-1956 |
| تونس  | صالح عويج         | 1964-1958 |
| تونس  | عبد العزيز الأصرم | 1966-1964 |
| تونس  | فتحي زهير         | 1970-1966 |
| تونس  | عبد الجليل المهري | 1971-1970 |
| تونس  | عبد العزيز الأصرم | 1977-1971 |
| تونس  | فريد مختار        | 1980-1977 |
| تونس  | رضا العزابي       | 1981-1980 |
| تونس  | فريد مختار        | 1986-1981 |
| تونس  | محمود المستيري    | 1987-1986 |
| تونس  | رضا العزابي       | 1988-1987 |
| تونس  | حمادي بوصبيع      | 1989-1988 |
| تونس  | فريد عباس         | 1991-1989 |

| البلد | الاسم         | الفترة    |
| ----- | ------------- | --------- |
| تونس  | رضا العزابي   | 1992-1991 |
| تونس  | شريف بالامين  | 1993-1992 |
| تونس  | حمادي بوصبيع  | 1994-1993 |
| تونس  | حمودة بن عمار | 1996-1994 |
| تونس  | سعيد ناجي     | 1997-1996 |
| تونس  | شريف بالامين  | 2000-1997 |
| تونس  | فريد عباس     | 2002-2000 |
| تونس  | شريف بالامين  | 2005-2002 |
| تونس  | كمال إيدير    | 2010-2005 |
| تونس  | جمال العتروس  | 2010-2010 |
| تونس  | شريف بالامين  | 2010-2010 |
| تونس  | جمال العتروس  | 2012-2011 |
| تونس  | سليم الرياحي  | 2017-2012 |
| تونس  | مروان حمودية  | 2017-     |

- بشير بن مصطفى
- مصطفى صفر
- المنصف العقبي
- صالح عويج
- محمد المستيري
- محمد العاصمي
- عبد العزيز الأصرم
- فتحي زهير
- حمادي بوصبيع
- فريد عباس
- حمودة بن عمار
- كمال إيدير
- سليم الرياحي

### المدربون
التونسي محمد عبد العزيز العقربي هو المدرب الأول للنادي الإفريقي. مازاريلا هو أول من سمح للنادي بالفوز بالبطولة (1947 و 1948)، فابيو روتشيجياني أول من سمح للنادي بالفوز بالثنائية. يحمل أيضا سجل طول العمر. ومن بين المدربين الآخرين في النادي كل من أندريه ناجي، فوزي البنزرتي، إيلي بالاسي، رينيه اكسبرايت وعبد الحق بنشيخة.
| البلد                                   | الاسم             | الفترة    |
| --------------------------------------- | ----------------- | --------- |
| تونس                                    | مصطفى زمرلي       | 1943-1942 |
| جنوب إفريقيا                            | مزريلا            | 1948-1947 |
| إيطاليا                                 | مارك أرزوني       | 1950-1948 |
| تونس                                    | يوسف بن عثمان     | 1952-1950 |
| المغرب                                  | فتحي بوستة        | 1954-1953 |
| تونس                                    | محمود كوكي        | 1955-1954 |
| فرنسا                                   | بول بارت          | 1956-1955 |
| الجزائر                                 | أحمد بن فول       | 1957-1956 |
| تونس                                    | رضا باش حانبة     | 1958-1957 |
| إيطاليا                                 | فابيو روكيجيانني  | 1967-1958 |
| إيطاليا                                 | لويجي روسيليني    | 1968-1967 |
| النمسا                                  | ارنست ملكيور      | 1969-1968 |
| المجر                                   | أندريه ناجي       | 1971-1969 |
| تونس                                    | اسكندر مدليجي     | 1972-1971 |
| تونس                                    | جمال الدين بوعبسى | 1974-1972 |
| تونس                                    | عامر حيزم         | 1976-1974 |
| جمهورية يوغوسلافيا الاشتراكية الاتحادية | الكسندر كوزدنوڢيش | 1977-1976 |

| البلد                                   | الاسم            | الفترة    |
| --------------------------------------- | ---------------- | --------- |
| المجر                                   | أندريه ناجي      | 1981-1977 |
| جمهورية يوغوسلافيا الاشتراكية الاتحادية | زلاتكو مليش      | 1982-1981 |
| تونس                                    | مختار التليلي    | 1984-1982 |
| تونس                                    | أندريه ناجي      | 1985-1984 |
| تونس                                    | أحمد زيتوني      | 1986-1985 |
| تونس                                    | عمر ذيب          | 1987-1986 |
| الاتحاد السوفيتي                        | توڢ كازبك        | 1989-1987 |
| تونس                                    | فوزي البنزرتي    | 1991-1989 |
| رومانيا                                 | إيلي بلاتشي      | 1992-1991 |
| فرنسا                                   | مارسيل هوسين     | 1993-1992 |
| بولندا                                  | برنار بولت       | 1994-1993 |
| رومانيا                                 | ميرسيا رادوليسكو | 1995-1994 |
| فرنسا                                   | جان سيرافين      | 1997-1995 |
| فرنسا                                   | رينيه إكسبريا    | 1999-1997 |
| تونس                                    | فوزي البنزرتي    | 2000-1999 |
| فرنسا                                   | رينيه إكسبريا    | 2002-2000 |
| سويسرا                                  | شارلز ريوسالي    | 2003-2002 |

| البلد   | الاسم            | الفترة    |
| ------- | ---------------- | --------- |
| تركيا   | محسن ارطغرل      | 2004-2003 |
| فرنسا   | هنري سطنبولي     | 2005-2004 |
| تونس    | يوسف الزواوي     | 2006-2005 |
| فرنسا   | برتران مارشان    | 2007-2006 |
| الجزائر | عبد الحق بن شيخة | 2009-2007 |
| فرنسا   | بيار لوشانتر     | 2010-2009 |
| فرنسا   | فرانسوا براكي    | 2010-2010 |
| تونس    | فوزي البنزرتي    | 2012-2010 |
| تونس    | نبيل الكوكي      | 2013-2012 |
| تونس    | فوزي البنزرتي    | 2013-2013 |
| هولندا  | أدري كوستر       | 2014-2013 |
| فرنسا   | دانيال سانشيز    | 2015-2014 |
| تونس    | نبيل الكوكي      | 2016-2015 |
| تونس    | شهاب الليلي      | 2017-2016 |
| إيطاليا | ماركو سيموني     | 2017-2017 |
| فرنسا   | برتران مارشان    | 2018-2017 |
| تونس    | كمال القلصي      | 2018-     |

- مصطفى زمرلي
- فابيو روكيجيانني
- جمال الدين بوعبسى
- إيلي بلاتشي
- عبد الحق بن شيخة
- بيار لوشانتر
- فرانسوا براكي
- فوزي البنزرتي
- أدري كوستر
- دانيال سانشيز
- شهاب الليلي
- ماركو سيموني
- برتران مارشان

### الكادر الفني والطبي
| البلد  | الاسم                | الوظيفة                     | الفريق  |
| ------ | -------------------- | --------------------------- | ------- |
| بلجيكا | جوزي ريغا            | المدرب                      | الأكابر |
| تونس   | عمر حمودة            | المدرب مساعد                | الأكابر |
| تونس   | -                    | المدرب مساعد الثاني         | الأكابر |
| مصر    | طارق عبد العليم      | مدرب حراس المرمى            | الأكابر |
| تونس   | -                    | المعد البدني                | الأكابر |
| تونس   | سفيان الحيدوسي       | مدير رياضي                  | الأكابر |
| تونس   | محسن الطرابلسي       | طبيب                        | الأكابر |
| تونس   | مختار المسدي         | العلاج الطبيعي              | الأكابر |
| تونس   | حمزة القاسمي         | مساعد أخصائي العلاج الطبيعي | الأكابر |
| تونس   | حمدي بن وديفا        | مساعد أخصائي العلاج الطبيعي | الأكابر |
| تونس   | محمد الهادي عبد الحق | مرافق للفريق                | الأكابر |
| تونس   | سامي بن ساسي         | مرافق للفريق                | الأكابر |
| تونس   | محمود المزوغي        | حافظ الأثاث                 | الأكابر |
| تونس   | حسان العوني          | حافظ الأثاث                 | الأكابر |

### الكادر الفني والطبي''الشبان''
| البلد | الاسم           | الوظيفة          | الفريق  |
| ----- | --------------- | ---------------- | ------- |
| تونس  | محمد بن حسان    | مدير فني         | الشبان  |
| تونس  | صلاح الفاسي     | مدرب حراس المرمى | الشبان  |
| تونس  | -               | مدرب             | الشبان  |
| تونس  | -               | المدرب مساعد     | الشبان  |
| تونس  | يمن يزفلاني     | مدرب             | الشبان  |
| تونس  | رفيق الرويسي    | مدرب             | الشبان  |
| تونس  | صابر عبد اللاوي | مدرب             | أواسط أ |
| تونس  | عماد البوثوري   | مدرب             | أواسط ب |
| تونس  | صبري البوهالي   | مدرب             | أداني أ |
| تونس  | طارق مسعودي     | مدرب             | أداني ب |
| تونس  | أمين قارا       | مدرب             | أصاغر   |

### مؤسسو النادي الإفريقي
- فرج عبد الواحد
- محمد العقربي
- الشاذلي الورفلي
- محمد عياشي
- محمد عياد
- محمود بدير
- عزالدين بالحاج
- بشير بن عمر
- بلحسن بالشادلي
- محمد بن عزالدين
- أحمد بن ميلاد
- بشير بن مصطفى
- عبد الواحد بوغلاق
- عبد المجيد بوسنينة
- عبد المجيد الشاهد
- أحمد الضحاك
- المنوبي الحواري
- عبد الرحمان خلفة
- عبد الرزاق كاراباكا
- محمد مشوش
- محمود ملواش
- العربي المؤدب
- أحمد مصطاوي
- العربي الناجلي
- حسان النويصري
- محمد السوداني
- صالح السوداني
- أحمد الزواغي

- أحمد بن ميلاد
- بشير بن مصطفى
- جمال الدين بوسنينة
- محمود ملواش
- حسان النويصري

## اللاعبين

### الاعبين الدوليين

#### التونسيين
وقد استقبل النادي الأفريقي تاريخيا أفضل اللاعبين التونسيين مع نادي الترجي الرياضي التونسي ونادي النجم الرياضي الساحلي، وهو أحد الأندية التي توفر أفضل لاعبي كرة القدم للمنتخب التونسي. لاعب النادي الأفريقي الأكثر مشاركة مع المنتخب الوطني هو حارس المرمى الصادق ساسي، برصيد 117 مباراة.
- وسام بن يحيى
- زهير الذوادي
- بلال العيفة
- صابر خليفة

#### الأجانب
وقد شهد الفريق مرور العديد من اللاعبين الدوليين الأجانب منذ سنة 1990.
- تادجو سالو
- درامان تراوري
- مندامو ألكسيس
- عبد المؤمن جابو

### أبرز صفقات النادي
لدى النادي الإفريقي سياسة اقتصادية لتوظيف وتدريب اللاعبين الشباب لمنحهم بعدًا دوليًا. النادي مركز التدريب الخاص بها، مع الأخذ في تحد لقم بإعادة تحميل بعض اللاعبين ذوي الخبرة ولكن لا توجد المزيد من النجاح في ناديهم، أو اكتشاف المواهب الجديدة على الصعيد الدولي، فإنه يسمح للاعبين على اعترافهم المشهد القاري، لضم البطولات في كثير من الأحيان مع وسائل أكثر أهمية، مثل الدوري الفرنسي، الدوري الاسباني، الدوري الهولندي، الخ
قبل 1990 في وقت مبكر، ويوفر مركز تدريب اللاعبين التونسيين في الفريق، كما نقل فوزي الرويسي إلى نادي كاين في عام 1992 وعادل السليمي نقل إلى نادي نانت في عام 1996. وبالنظر إلى الاتجاه نحو الاحتراف لكرة القدم في تونس ومشاركة النادي في المسابقات الأفريقية، يتم إجراء عمليات توظيف جديدة. إذا عدد اللاعبين التونسيين كبير، فتم تجنيد أيضا اللاعبين الأفارقة، والجزائري فضيل مغارية من أولمبي الشلف في عام 1989. مع وصول جان سيرافين ثم ريني إيكسرايات، فإن عددا كبيرا من اللاعبين من البلدان الناطقة بالفرنسية تطوروا مع النادي الإفريقي ومن التوغو اللاعبان تادجو سلو ولانتام أودجا الآتيان من فريق نجم النار اللومي في عام 1995، الجزائري رزقي عمروش القادم من نادي شبيبة القبائل في عام 1997 والمغربي عبد الجليل حدا من نادي اتحاد جدة.
في عام 2000 لقد مر لاعبين آخرين على النادي الإفريقي مثل كلاوديو ميلار، بادارا أليو سيبي أسيك ميموسا في عام 2001، طارق التائب القادم من الاهلي طرابلس في عام 2003، درامان تراوري من الإسماعيلي المصري في عام 2005، بيار نانكا من نادي إستر عام 2006 وانام ميندامو أليكسيس في عام 2007.
في 2012، مع وصول الرئيس سليم الرياحي، إستقطب النادي العديد من اللاعبين الأجانب مثل الدولي الجزائري عبد المؤمن جابو من الوفاق سطيف خالد لموشية وماهر حداد، حصلوا على ثلاثة ملايين دينار، أكبر انتقال بين ناديين تونسيين في تاريخ البطولة ؛ وإستقطب النادي أيضا عدة دوليين تونسيين مثل ياسين الميكاري من نادي لوسيرن، ستيفان ناطر من نادي سانت غالن، التيجاني بلعيد من نادي موريرينسي، صابر خليفة من اولمبيك مرسيليا في عام 2014، يوهان توزغار من نادي لانس وعبد القادر الوسلاتي من أتليتيكو مدريد في عام 2015.
| وقع مع النادي |       |                  |             |                              |
| المرتبة       | السنة | اللاعب           | الصفقة      | أتى من                       |
| 1             | 2012  | عبد المؤمن جابو  | 2 000 €     | الوفاق سطيف                  |
| 2             | 2012  | كارل ماكس        | 1 670 000 € | نادي الدفاع الجديدي          |
| 3             | 2012  | ماهر حداد        | 1 500 000 € | النادي الرياضي الصفاقسي      |
| 4             | 2016  | صابر خليفة       | 1 000 €     | أولمبيك مارسيليا             |
| 5             | 2007  | فيكتور إيزيجي    | 700 000 €   | نادي دولفين                  |
| 6             | 2014  | إيزيكييل نداوسل  | 500 000 €   | تيريك غروزني                 |
| 7             | 2015  | إبراهيم الشنيحي  | 450 000 €   | مولدية شباب العلمة           |
| 8             | 2014  | ستيفان ناطر      | 400 000 €   | نادي سانت غالن               |
| _             | 2008  | إيزينوا أوتوروغو | 400 000 €   | إينيمبا                      |
| _             | 2011  | إيزيكييل نداوسل  | 400 000 €   | الاتحاد الرياضي لمدينة بليدة |

| فسخ عقد |       |                     |             |                       |
| المرتبة | السنة | اللاعب              | الصفقة      | إنتقل إلى             |
| 1       | 2017  | بسام الصرارفي       | 1 500 000 € | نادي نيس              |
| 2       | 2012  | إيزيكييل نداوسل     | 1 200 000 € | تيريك غروزني          |
| 3       | 2006  | درامان تراوري       | 1 000 €     | لوكوموتيف موسكو       |
| 4       | 2008  | وليد الهيشري        | 450 000 €   | ستارن رامونسكوي       |
| 5       | 2012  | ألكسيس إينام مندمو  | 400 000 €   | نادي الزمالك          |
| _       | 2011  | وسام بن يحيا        | 400 000 €   | مرسين إيدمانيوردو     |
| _       | 2010  | إيزينوا أوتوروغو    | 400 000 €   | أورلاندو بيراتس       |
| 6       | 2017  | نادر الغندري        | 317 000 €   | رويال أنتويرب         |
| 7       | 2014  | جودال دوسو          | 300 000 €   | نادي رد بول زالتسبورغ |
| 8       | 2017  | عبد القادر الوسلاتي | 211 000 €   | الفتح                 |

### اللاعبون التاريخيون
- الفريق موسم 1938-1939
- الفريق موسم 1946-1947
- الفريق موسم 1955-1956
- الفريق موسم 1962-1963

#### سنوات 1920-1930
- محمد السوداني
- بشير بن عمر
- محمود مالووش
- عز الدين بالحاج
- منوبي الهواري
- جمال دين بوسنينة
- محمد ماشوش
- حسان قدور
- حسن نويصري
- أحمد مستاوي
- محمد عياد
- عبد الرحمان كلفاط
- عربي بن يمينة
- أحمد زغلاوي
- أحمد الظحاك

#### سنوات 1930-1940
- فرج المنستيري
- محمود التومي
- عزالدين الباهي
- حسان الكوت
- رشيد السعايدي
- محمود بالأمين
- حسان عكاشة
- الصادق نوار
- علي سمارس
- عزالدين عباسي
- منذر بن عمار
- الحطاب بن يمينة
- يوسف الأسود
- بوجمعة الكميتي
- محمد عي بلهوان

#### سنوات 1940-1950
- صلاح عكاشة
- الهادي بن عمار
- علي بن إبرهيم
- الهادي صاحب الطابع
- عبد السلام بن إسماعيل (الأغرع)
- غاستون الطايب
- طارق الشريكي
- شريف المثلوثي
- يوسف القابسي
- خميس بن إسماعيل
- عزوز دنغير
- مصطفى الذيب
- رضا باش حانبة
- بيار دوين
- عبد العزيز الفياش (اللنز)

#### سنوات 1950-1960
- سوفور ميلازو
- عبد العزيز الدهماني (زوزو)
- منير القبايلي
- رضا المؤدب
- رشيد السهيلي
- إسكندر مدلجي
- توفيق البركي
- حميد الذيب
- محمد عبدلي
- رابح كريمي
- أحمد الفاتح (غلارد)
- الهادي حمودية
- محمد عياشي
- حسن الجلاصي
- عبد القادر غلام (زرقة)

#### سنوات 1960-1970
- عبد السلام مسكاوي
- عمر عمري
- محمد صلاح الجديدي
- طاهر الشايبي
- الصادق ساسي (عتوقة)
- الصالح شاوة
- توفيق القليبي
- بشير الككلي (قطوس)
- عبد الرحمان الرحموني
- حمادي داحو (بادي)
- حسان التومي
- أحمد بوعجيلة
- العربي التواتي
- حمادي الخويني
- رشيد التر

#### سنوات 1970-1980
- محمد النوالي (غوشي)
- رضا بوشيح
- بشير باش حانبة
- منصف شارقي
- لسعد العبدلي
- حبيب القاسمي
- محمد عزيز القليبي
- الهادي البياري
- سليم بن عثمان
- صالاح الفاسي
- عبد الرزاق شحات
- بسام البهري
- خالد التواتي
- قيس اليعقوبي
- لطفي المحايسي

#### سنوات 1980-1990
- محمد النوالي (غوشي)
- رضا بوشيح
- بشير باش حانبة
- منصف شارقي
- لسعد العبدلي
- حبيب القاسمي
- محمد عزيز القليبي
- الهادي البياري
- سليم بن عثمان
- صالاح الفاسي
- عبد الرزاق شحات
- بسام البهري
- خالد التواتي
- قيس اليعقوبي
- لطفي المحايسي

#### سنوات 1990-2000
- سمير السليمي
- لطفي الرويسي
- بوبكر الزيتوني
- فضيل مغارية
- لطفي المحايسي
- سامي التواتي
- صبري البوهالي
- سامي النصري
- فوزي الرويسي
- عادل السليمي
- صالو تاجو
- لانتام وادجا
- عبد الجليل حدا، كاماتشو
- جمال الدين ليمام
- رزقي عمروش
- نبيل معلول
- خالد التواتي
- عليو سيدى بادرا
- مهدي بن سليمان
- محمد الطرابلسي
- صبري جاب الله

#### سنوات 2000-2010
- خالد عزيز
- كلوديو ميلار
- كريم السعايدي
- طارق التايب
- عليو سيبي بدارة
- أشرف خلفاوي
- نبيل الميساوي
- علي بومنيجل
- أسامة سلامي
- درامان تراوري
- الأسعد الورتاني (الزغو)
- بيير نجانكا
- محمد علي غرسول
- موسى بوكونغ
- عادل النفزي

#### سنوات 2010-2020
- خالد السويسي
- وسام بن يحيى
- يوسف المويهبي
- ألكسيس إينام مندومو
- أيمن المثلوثي (البلبولي)
- أسامة الدراجي (بيكاسو)
- زهير الذوادي
- عبد المؤمن جابو
- بلال العيفة
- ستيفان ناطر
- تيجاني بلعيد
- ياسين الميكاري
- صابر خليفة
- فاروق بن مصطفى
- عماد المنياوي

| : اللاعبين الفائزين بكأس الأمم الأفريقية بألوان النادي                  |
| : اللاعبين النهائي بكأس الأمم الأفريقية بألوان النادي                   |
| : اللاعبين الفائزين ببطولة أمم إفريقيا للمحليين بألوان النادي           |
| : اللاعبين المركز الثالث بكأس الأمم الأفريقية بألوان النادي             |
| : اللاعبين الحاصلين الميدالية الذهبية ألعاب البحر المتوسط بألوان النادي |
| : اللاعبين الحاصلين الميدالية الفضية ألعاب البحر المتوسط بألوان النادي  |
| : اللاعبين الفائزين بدوري أبطال أفريقيا بألوان النادي                   |

### سياسة التوظيف
| الأكثر مشاركة     | الأكثر مشاركة |
| اللاعب            | لعب           |
| ----------------- | ------------- |
| الصادق ساسي       | 416           |
| الهادي البياري    | 311           |
| كمال الشبلي       | 304           |
| وسام بن يحيى      | 277           |
| سمير السليمي      | 274           |
| سامي التواتي      | 273           |
| منصف خويني        | 270           |
| لطفي محايسي       | 267           |
| منصف صلاح الجديدي | 266           |
| الهدافين          |               |
| اللاعب            | أهداف         |
| الهادي البياري    | 127           |
| منصف خويني        | 115           |
| منصف صلاح الجديدي | 110           |
| سامي التواتي      | 97            |
| فوزي الرويسي      | 86            |
| حسان بعيو         | 76            |
| عادل السليمي      | 64            |
| خالد السليمي      | 54            |
| الطاهر الشايبي    | 53            |

ومنذ تأسيسها، تميز العديد من اللاعبين تاريخ النادي الأفريقي. بعضهم، المعروف عالميا، تم تدريبهم من قبل النادي، والبعض الآخر، تجنيدهم في جميع أنحاء العالم، وأسهم إلى حد كبير في كتابة تاريخ النادي.
منير قبايلي هو واحد من رواد النادي الذي انضم إليه في عام 1938 قبل أن يصبح مقلدا في عام 1946 بدلا من النجم الكبير، المهاجم الهادي بن عمار. وسرعان ما يفرض نفسه كجناح حريص ومهاجم مرخص. هداف في عام 1949، وسجل 84 أهداف 1946-1960 وفاز بالبطولة في 1947 و1948 مع علي بن إبراهيم، وهو هائلة الوسط المهاجم. حسن الجلاصي، مهاجم بين 1952 و1962، وأكد من سن 18 عاما كمنافس الرائدة وأصبح واحدا من لاعبي كرة القدم الشهير النادي الإفريقي بعد الاستقلال. مع الصفات التقنية، وقال انه يجمع بين السرعة والشعور الغرض. بعد 147 مباراة، حادث طريق في عام 1962، ومع ذلك، يحرمه من مهنة واعدة. يتم تدريب الصادق الساسي الملقب «عتوقا» في النادي وسرعان ما يدمج الحد الأدنى. نشط من 1958 إلى 1979، لعب 416 مباراة، مما يجعله اللاعب الأكثر مشاركة، وحصل على خمس بطولات وثمانية كؤوس. في عام 1963، تم اختياره للمنتخب الوطني في سن 18 عاما: كان قد كان 1963 وواحد من الحرفيين الرئيسيين لتأهيل تونس لكأس العالم 1978 في الأرجنتين، في وقت لا يمكن فيه لأفريقيا أن تتأهل إلا دولة في المرحلة النهائية. حامل الرقم القياسي من المشاركات مع منتخب تونس برصيد 110 مباراة، محمد صالح الجديدي هو واحد من المهاجمين الذي يحصل على اهتمام وصبر المدرب الإيطالي فابيو روكرجياني أن يكشف المهاجم المواهب وتقرر لعلاج أسلوبه. وانضم إلى كبار السن في موسم 1958-1959 وأصبح تدريجيا هدافا هائلا. تطور من 1958 إلى 1969، لعب ما مجموعه 266 مباراة وسجل 110 هدف بما في ذلك 98 في الدوري واثني عشر في كأس تونس. في المنتخب الوطني، سجل ما مجموعه 17 هدفا وفاز بشكل خاص كأس الأمم العربية في عام 1963.
عن اللاعبين الميدانيين، يمكننا أن نذكر علي ريتيما الذي ينضم إلى كبار السن بين عامي 1968 و1978 لاعب خط الوسط الدفاعي. يلعب 237 مباراة وسجل 24 هدفا. يمكننا أيضا أن نتذكر المدافعين عن عبد الرحمن رحموني (195 مباراة و 41 هدفا) في 1964-1973، توفيق بلغيث أحمد زيتوني ونجيب غميض، والهجوم الطاهر الشايبي ومنصف خويني (هداف في عام 1972)، حسن بعيو (205 مباراة و 76 هدفا) في 1969-1979؛ ويعتبر هذا الأخير «بيتي نوير» إسبيرانس الرياضية تونس منذ أنه يمثل قبعة في 9 أكتوبر 1977 (5-2). في 1980، يمكن للمرء أيضا الإبقاء على الحارس المختار النايلي (1969-1983)، الذي لا يزال تشتهر كونها حارس المنتخب الوطني خلال نهائيات كأس العالم 1978 المدافعين كمال الشبلي (1975-1987) الذي لعب كأس العالم 1978 مع المنتخب الوطني، وسعد عبدلي (1980-1986). المهاجم الهادي البياري (224 مباريات مسؤول بين عامي 1973 و 1987) هو هداف في تاريخ النادي مع 127 هدفا، بما في ذلك 110 في الدوري، وهداف في ثلاث مناسبات. حبيب القاسمي يلعب 129 مباراة ل 42 هدفا. وهو أفضل هداف للبطولة في عام 1981.
في وقت مغامرات الأفريقية الأولى في 1990 في وقت مبكر، ويدير النادي لزيادة القوى العاملة لديها من خلال توظيف مثل الدولي الجزائري فضيل مغارية (1989-1993)، وعدد قليل من اللاعبين الذين دربتهم النادي لطفي الميسى والاخوة سمير السليمي وعادل سليمي، وفوزي الرويسي، الهدافين في أول مشاركة للنادي في الفائزين باللقب الأفريقي. تمكن الفريق من الفوز بـدوري أبطال أفريقيا في 23 ديسمبر 1991، ليصبح أول نادي تونسي يفوز بهذا اللقب. ومن بين زملائهم صبري البوهالي وسامي نصري، من تشكيل النادي.
وقد سجل لاعبين آخرين تاريخ النادي: (1995-1997)، تادجو سلو (1995-1996)، بوبكر الزيتوني، صبري جاب الله، سامي تواتي (هداف في عام 1996) وجمال الدين الإمام الجزائري الدولي رزقي عمروش (الفائز ببطولة دوري أبطال العرب لعام 1997، وكأس عام 1998 وكأس نهائي كأس الكؤوس الأفريقية في عام 1999).
في 2000، النادي الأفريقي يسمح لبعض اللاعبين للكشف عن أنفسهم، مثل المغربي عبد الجليل حادا الملقب ب «كاماشو». الدولي التونسي كريم السعيدي (2001-2004)، كما كشفت clubiste جيرسي قبل الذهاب إلى فينورد يفوز بـكأس الأمم الأفريقية 2004 تحت ألوان النادي مع حارس المرمى خالد عزيز (1999-2004). لقد مرت اللاعبين الدوليين الآخرين من خلال النادي وقائد الفريق علي بومنيجل (2004-2007)، درامان تراوري (2005-2006) وبيير نيانكا (2006-2007).
وسمح عبد الحق بن شيخة بظهور لاعبين موهوبين مثل يوسف المويهبي (2007-2012)، وأفضل لاعب تونسي في عام 2008، أو وسام بن يحيى (2003-2011)، هداف البطولة في 2007-2008 والفائز في البطولة مع لاعبين مثل لسعد الورتاني (2004-2009)، أسامة سلامي (2004-2011) أو عادل النفزي (2007-2011)، الذي يكسر سجل البطولة مع 1,269 دقيقة من اللعب دون الحصول على هدف. كما أن زهير الذوادي (2006-2012) وخالد السويسي (2005-2011) وبلال العيفا (2007 -) احتفلوا باختيارهم الأول في فريق من تونس وكذلك إيمان ميندامو أليكسيس (2007-2012) دعا في اختيار الكاميرون. اللاعبون الآخرون في موسم 2007-2008، الفائزين في البطولة، جعلوا بصمتهم على تاريخ النادي بفضل أدائهم.
وقد حقق اللاعبون الآخرون بصماتهم، مثل صابر خليفة (2014-)، هداف في البطولة في 2014-2015 والفائز في البطولة مع لاعبين مثل فاروق بن مصطفى (2014-2017)، ياسين ميكاري (2014-2016)، ستيفان ناتر (2014-2016)، تيجاني بلعيد (2014-2016)، عماد منياوي (2014-2017) وعبد المؤمن جابو (2012-2016)، مؤلف هدفين في كأس العالم 2014. موسم 2014-2015، الفائزين في البطولة، قد جعلت بصماتهم على تاريخ النادي بفضل أدائهم.

### الألقاب الفردية
| أفضل لاعب | أفضل هداف | أفضل حارس مرمى                                           |
| --- | --- | -------------------------------------------------------- |
| الكرة الذهبية التونسية (2) - يوسف المويهبي (2008) - زهير الذوادي (2010) أفضل لاعب كرة قدم تونسي (4) - أحمد الزيتوني (1971) - الهادي البياري (1979) - فوزي الرويسي (1990) - صابر خليفة (2015) أفضل رياضي تونسي في السنة (1) - عادل السليمي (1992) | هداف البطولة التونسية لكرة القدم (16) - شريف المثلوثي (15 هدف سنة 1947) - شريف المثلوثي (15 هدف سنة 1948) - منير القبايلي (11 هدف سنة 1949) - محمد صلاح الجديدي (17 هدف سنة 1965) - محمد صلاح الجديدي (17 هدف سنة 1969) - منصف الخويني (12 هدف سنة 1972) - الهادي البياري (14 هدف سنة 1980) - الحبيب القاسمي (16 هدف 1981) - الهادي البياري (17 هدف سنة 1983) - الهادي البياري (12 هدف سنة 1984) - فوزي الرويسي (18 هدف سنة 1990) - سامي التواتي (17 هدف سنة 1996) - نبيل الميساوي (9 أهداف سنة 2004) - وسام بن يحيى (10 أهداف سنة 2008) - عبد المؤمن جابو (8 أهداف سنة 2013) - صابر خيفة (15 هدف سنة 2015) أفضل هداف أفريقي (1) - فوزي الرويسي وعادل السليمي (6 أهداف سنة 1991) | أفضل حارس مرمى تونسي للقرن العشرين - الصادق ساسي «عتوقة» |

## البنية التحتية

### الملعب

#### الملعب الأولمبي برادس
الملعب الأولمبي برادس هو ملعب وطني رياضي متعدد الاختصاصات يقع بالحي الأولمبي برادس بالضاحية الجنوبية لمدينة تونس. تم تم إنشاؤه عام 2001 لاحتضان الألعاب المتوسطية 2001. تتسع مدارجه المغطاة لـ 60.000 متفرج، وهو يمسح 13.000 م2، وهو يضم ميدانًا رئيسيًا و3 ملاعب فرعية وقاعتي إحماء وسبّورتين لامعتين ومنصة شرفية تتسع لـ 7.000 متفرج ومنصة صحفية بها 300 مكتب. تم تدشينه في جويلية 2001 باحتضان نهائي كأس تونس لكرة القدم بين النادي الرياضي لحمام الأنف والنجم الرياضي الساحلي (1-0). يلعب فيه النادي الإفريقي والترجي الرياضي التونسي أهم مبارياتهما من الرابطة التونسية المحترفة لكرة القدم، وهو أيضا الملعب الرسمي لمنتخب تونس لكرة القدم منذ عام 2001. احتضن الملعب الأولمبي برادس مباريات من كأس الأمم الأفريقية لكرة القدم 2004 التي تحصل عليها منتخب تونس لكرة القدم. حمل الملعب اسم ''ملعب السابع من نوفمبر برادس'' نسبة إلى تاريخ تولي الرئيس التونسي زين العابدين بن علي الحكم سنة 1987، ثم أصبح الملعب الأولمبي برادس إثر الثورة التونسية التي انهت حكم بن علي عام 2011. تحصل الملعب الأولمبي برادس على شهادة الصنف الأول للجمعية العالمية لاتحادات ألعاب القوى (بالإنكليزية: IAAF Class 1 Certificate)، وهو ما يعني أنه يحقق أحسن المعايير والمواصفات في مجاله. وهو أفضل ملعب بشمال أفريقيا وأحد أجمل الملاعب في القارة الافريقية والعالم العربي.

#### الملعب الأولمبي بالمنزه
الملعب الأولمبي بالمنزه ملعب رياضي متعدد الاختصاصات يقع بالمنزه بتونس. تم إنشاء الملعب سنة1967 بمناسبة ألعاب البحر الأبيض المتوسط على أنقاض ملعب يونغ بيريز. تبلغ طاقة استيعابه 45000 متفرج. وقعت تهيئته سنة 1994 لاحتضان كأس الأمم الأفريقية لكرة القدم كما استقبل البطولة ذاتها سنة 2004. ظل الملعب الأولمبي بالمنزه ملعب العاصمة الرئيسي إلى حين إنشاء ملعب 7 نوفمبر برادس سنة 2001. فريقان من العاصمة هما الترجي الرياضي التونسي والنادي الإفريقي يستقبلان منافسيهما في هذا الملعب. شهد هذا الملعب أيضا بعض العروض الموسيقية أبرزها حفل مايكل جاكسون (أكتوبر 1996) وماريا كاري (جويلية 2006).

#### ملعب الشاذلي زويتن
ملعب الشاذلي زويتن (كان اسمه الملعب البلدي جيو أندريه في عهد الحماية الفرنسية في تونس) ملعب رياضي متعدد الاختصاصات يقع بحي البلفيدير بتونس، وهو يحمل اسم أحد أعلام الرياضة في تونس. تبلغ طاقة استيعابه 20,000 متفرج وقد سبق له احتضان كأس أمم أفريقيا 1965. وقعت تهيئته سنة 1994 لاحتضان كأس أمم أفريقيا 1994. كان ملعب الشاذلي زويتن طويلا ملعب العاصمة الرئيسي إلى حين إنشاء الملعب الأولمبي بالمنزه سنة 1967 ومن بعده ملعب رادس سنة 2001. فريق الملعب التونسي، أحد نوادي العاصمة يستقبل منافسيه في هذا الملعب. قامت بلدية تونس بتاريخ 17 أكتوبر 2006 بإغلاق ملعب الشاذلي زويتن للصيانة.

### حديقة منير القبايلي
حديقة منير القبايلي، أو الحديقة أ افتتحت في 1999 خصصت لتمارين جميع اللاعبين الشبان والمحترفين. تمتد على مساحة سبعة هكتارات، تشمل إدارة النادي، ومركز التكوين الشبان وملاعب عشب طبيعي وهي أربعة وملعب عشب اصطناعي، وصالة رياضية مغطاة وغرفة العلاج الطبيعي والفندق للاعبين ويمكن للمرء أيضا العثور على متجر الرسمي لنادي التونسي هو الأول من نوعه.
- حديقة منير القبايلي
- ملعب تدريب فريق الأكابر
- متجر النادي اللإفريقي

## الاتصال والشركاء والتسويق

### الإعلام والتسويق
يقدم النادي الموقع الرسمي على شبكة الإنترنت باللغة الفرنسية. بالإضافة إلى ذلك، إنشاء تلفزيون CA TV على الموقع ذاته الذي يهدف إلى إنتاج وتوزيع المحتوى لنادي عبر وسائل الإعلام الجديدة (على شبكة الإنترنت، ووسائل التواصل الاجتماعي). الغالية أف أم هي الإذاعة الخاصة الأولى لنادي رياضي في تونس. CA MAG أو سي آ ماغازين هي المجلة الرسمية للنادي.

### اتصالات النادي الإفريقي
تم إطلاق عرض اتصالات النادي الإفريقي في عام 2015 بعد اتفاق بين المشغل أوريدو والنادي الإفريقي. تتوفر الآن بطاقات اشتراك ذات طراز النادي للمعجبين الذين يتمتعون بمزايا حصرية، وهي ميزة وطنية أولاً.

### الرعاة
هذه هي قائمة الرعاة لنادي الأفريقي :
| الفترة    | الملابس الرياضية        | الراعي            |
| --------- | ----------------------- | ----------------- |
| 1995–1997 | ديادورا                 | كوكا كولا         |
| 1997–2007 | ديادورا                 | كوكا كولا سامسونغ |
| 2007–2008 | ديادورا                 | بوقا فورد         |
| 2008–2011 | ديادورا                 | كوكا كولا فورد    |
| 2011–2012 | ليجيا                   | بوقا              |
| 2012–2013 | ليجيا                   | بدون رعاة         |
| 2013–2014 | تصميمات النادي الإفريقي | بدون رعاة         |
| 2014–الآن | أمبرو                   | أوريدو تونس       |

### الراعي
منذ التسعينات، الراعي الأول للنادي الأفريقي هو كوكا كولا والعلامة التجارية المحلية بوجا، القميص يحمل غيرها من العلامات التجارية مثل سامسونج وفورد. في عام 2012، وهو الأول في التاريخ الأخير للنادي الأفريقي، والقمصان للنادي لم تعد تحمل الشعارات من الرعاة خلال موسم 2012-2013، التي أعلنها المدير التنفيذي كريستوف مايول، قرر النادي للدفاع عن قضيتين إنسانيتين مع شعارات اثنين من الجمعيات الخيرية نشر على الجبهة والخلفي من الناقة. في عام 2014، يوقع النادي عقدا مع شركة الاتصالات السلكية واللاسلكية أوريدو.

### الملابس الرياضية
تبقى ديادورا الشركة المصنعة للمعدات للنادي الأفريقي من عام 1995 إلى عام 2011، ثم تولي ليجيا موسمين من 2011 إلى 2013. في 2013-2014، لعب الفريق مبارياته مع المعدات من العلامة التجارية الخاصة بها.
شركة أومبرو هي مورد معدات الفريق لموسم 2014-2015 وهذا جزء من شراكة لمدة أربع سنوات.

### التوأمة والشراكة
- نادي الزمالك[77]
- أولمبيك ليون[77]

## الهوية والرموز

### الشعار
الشعار مستوحى من قبل النادي الأفريقي عن ألوانه علم الجمهورية التونسية، الأحمر والأبيض. وكان النادي الرياضي الأول والوحيد يضع على القميص النجمة والهلال على صدر لاعبيه وشهد الشعار تغيير بعد الاستقلال.
- شعار (النجمة والهلال) استخدم منذ 1920 و هو رمز من رموز الهوية الوطنية علم تونس كان مصدر إلهام
- الشعار الحالي (منذ 1956)
- شعار الإحتفال بمرور 90 سنة على تأسيس النادي الإفريقي لعب به النادي بضع مباريات سنة 2010
- علم النادي الإفريقي

### الأطقم

#### ألوان القميص
إرادة مجلس المؤسسي النادي الأفريقي هو البحث عن الهوية الوطنية أيام الاستعمار. للقيام بذلك فإنها استخدمة ألوان العلم الوطني الأحمر والأبيض. استخدم النادي الأفريقي القميص الأحمر والأبيض مخططة عموديا خلال سنواته الأولى ثم أفقيا، ألوان الشورت أيضا حمراء أو بيضاء أما القميص الثاني باللون الأزرق أو الرمادي.

#### الأطقم الأساسية
الألوان الحمراء والبيضاء للنادي الأفريقي هي نتيجة لإرادة مؤسسيها للحصول على الهوية الوطنية. للقيام بذلك، فإنها تأخذ ألوان العلم الوطني. يستخدم النادي قميص أحمر وأبيض، مخطط لأول مرة عموديا خلال السنوات الأولى من وجوده ثم أفقيا. وألوان السراويل هي أيضا الأحمر والأبيض.
| 1930-1920 | 1940-1930 | 1948-1947 | 1976-1975 | 2000-1990 | 2013-2012 | 2014-2013 |

الأطقم الاحتياطية
لون النادي عندما يلعب خارج ملعبه هو الأزرق عادة. ويستخدم القميص الثالث للنادي بشكل عام عند اللعب في أفريقيا ولكن أيضا في حالة أن الناقة التي تلبس عادة في الداخل والخارج هي مشابهة جدا لتلك التي في الخصم. رمادي هو اللون السائد المستخدمة لدوري أبطال وكأس الاتحاد.
| 1930-1920 | 1940-1930 | 1948-1947 | 1976-1975 | 2000-1990 | 2013-2012 | 2014-2013 |

### التميمة
تميمة النادي الإفريقي هو نمر صغير يطلق عليه نمرود ويرتدي قميص النادي الأحمر والأبيض. وقد وضع على قميص النادي لسنوات عديدة. والنسخة الجديدة من نمرود اليوم جزء من شعار أكاديمية النادي الإفريقي لتكوين الشبان.

### اللقب والكنية
للنادي الإفريقي ألقاب وكنن عديدة ومنها:
- الغالية
- النادي العاصمي (نسبة أنه من العاصمة ومقره بـباب الجديد)
- الكلوب (بالفرنسية: Club وتعني النادي)
- سي يا (بالفرنسية: CA وهي اختصار اسم النادي Club Africain)

### الأغاني
للنادي الإفريقي الكثير من الأغاني التي تقوم مجموعات الألتراس بتسجيلها ولكن الأغنية الأفضل في تاريخ النادي هي التي تلك تم غنائها ترحما على روح الفقيد الأسعد الورتاني إثر وفاته بحادث سيارة قامت مجموعة أفريكان وينارز بتسجيلها وهذه كلمات الأغنية:
| الكلمات بالتونسية | الترجمة بالعربية |
| le 4 janvier leblad gaydha allaou akbar ''ZGAOU'' twafa jneza kbira we9fet lebled mel park A el massira bdet kelma wahda w bsout 3ali berou7 w eddam nefdik ya el ourtani jamais nensak mon capitaine carriére kbira la3bek mezyen jamais nansa bountou el derby jey lyl curva t3ayet wilyey layem belguarha w barcha rojla 5allit trase fi kol terrain wallah jamais nkounou nsinek de tous se que rana 3cha9nek des souvenirs tjina fil bel eddam3a tsil bakkit rjel mille grazie lassaad ourtani un grand respect men public lefri9y souret el marhoum fi 3inina bel el maryoul jamais te7sebha m3ana welyoum hadha 7al eddenia 5dhetek menna mais tab9a fi 9loubna repose un paix nchallah jannah ya rabi 3ali hedha ech netmana | الرابع من يناير البلاد ساكتة الله أكبر ''الزغو'' توفى جنازة كبيرة من الحديقة أ المسيرة بدأت كلمة واحدة وبصوت عالي بالروح والدم نفديك يا الورتاني أبدا لن أنساك يا قائدي مسيرة كبيرة ما أجمل لعبك أبدا لن أنسى هدف الدربي أتيت للمنحني الشمالي وبصوتك تصرخ الأيام بالمقاومة والكثير من الرجولة تركت روحا في كل ملعب و الله أبدا لن ننساك ولكن لقد عشقناك الذكريات تأتينا في البال الدمعة تسيل لقد أبكيت رجالا ألف شكر الأسعد الورتاني إحترام كبير من جماهير النادي الإفريقي صورة المرحوم في أعيننا بقميص النادي أبدا لن أبيعك و اليوم هذا حال الدنيا أخذتك منا ومع ذلك ستبقى في قلوبنا أرقد بسلام إنشاء الله في الجنة يا إله ياعالي هذا ما أتمنى |
| --- | --- |

كل جملة بالتونسية أمامها مباشرة الترجمة بالعربية

## الثقافة الشعبية

### مجموعات الأنصار

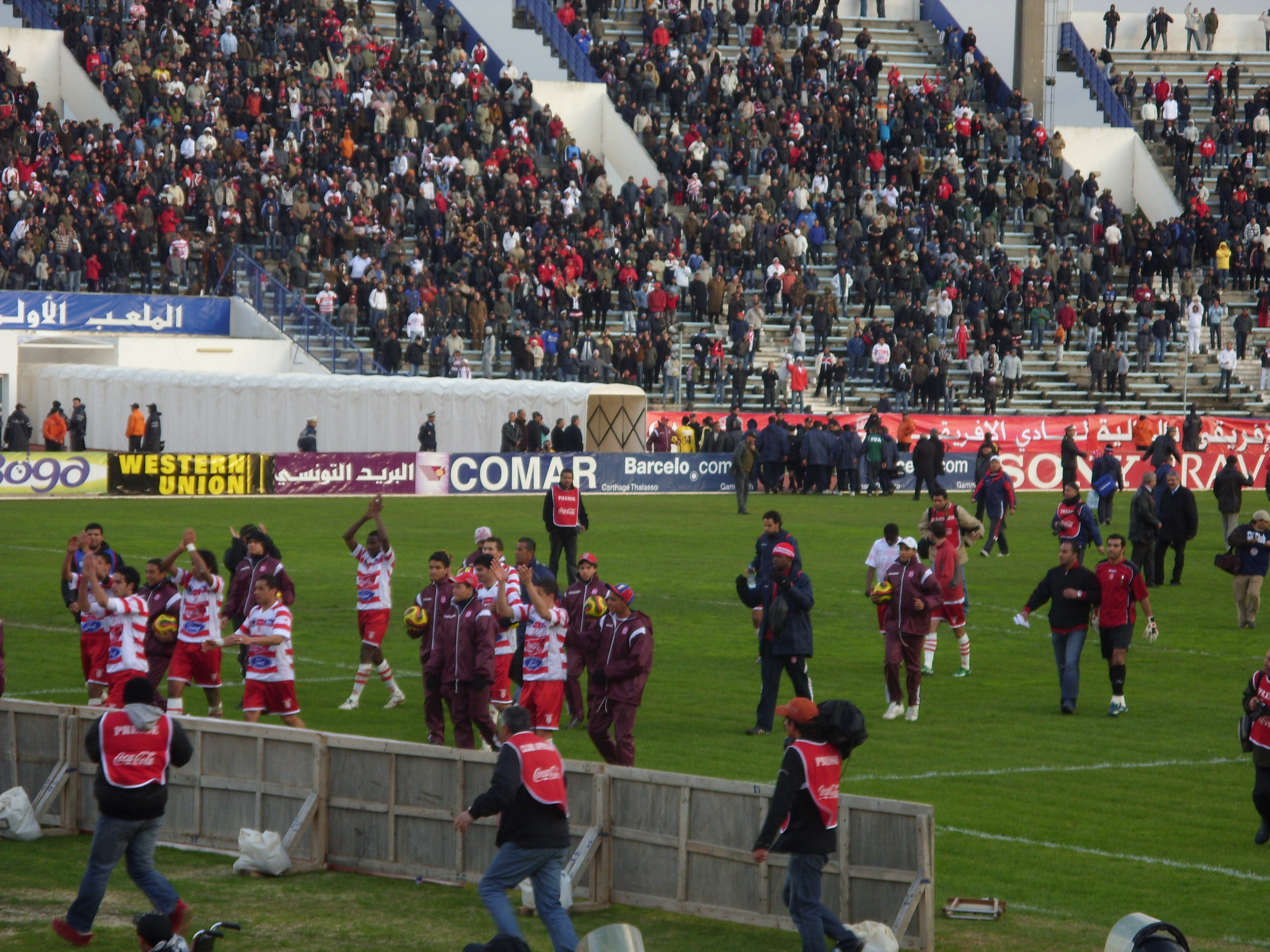
لاعبو الإفريقي يحيون جمهور الفيراج

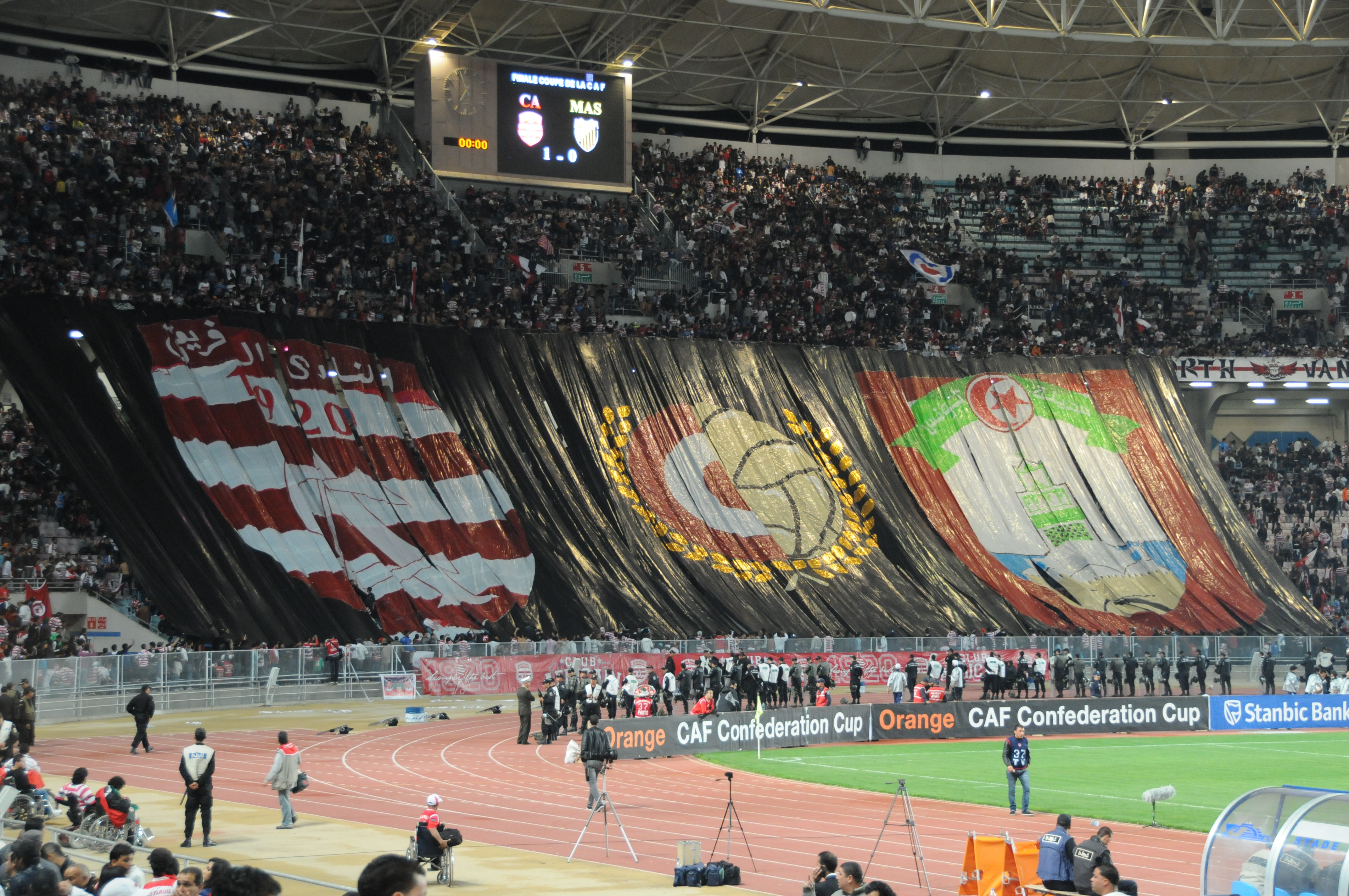
تيفو النادي الإفريقي في نهائي كأس الكونفيدرالية الأفريقية 2011 بـالملعب الأولمبي برادس بتاريخ 29 نوفمبر 2011

بصفة رسمية تشرف على تأطير جمهور النادي لجنة أحباء النادي الإفريقي التي توجد لها خلايا حتى داخل البلاد، لكن ظهرت إلى جانبها بعض المجموعات من الأنصار التي تهدف إلى تأطير جمهور النادي وتنظيم الدخلات خلال المقابلات الكبرى. وتحمل هذه المجموعات أسماء بلغة أنقليزية بما يدل على تأثر أصحابها بمجموعات أنصار الفرق الأوربية، ومن هذه المجموعات: أفريكن وينرز (African Winners) التي تنتمي إلى حركة الألتراس والتي ظهرت عام 1995، وكانت إلى أكتوبر 2003 تسمى أولاد الفيراج. وليدرز كلوبيسة (Leaders Clubistes) التي ظهرت عام 2003 وشعارها: «أكثر من مجموعة، أسلوب حياة»، ومجموعة فندال نورث (North Vandals) ودوقرز كلوبيسة 07 (07 Dodgers Clubistes) وأفريكن يونتد (Africain United 08) ويانكي كلوبيسة (Yankee Clubistes) وشيكوس لاتينوس (Chicos Latinos)... وقد كتبت أسماء هذه المجموعات على الجدران بتونس العاصمة إلى جانب أكرونيم A.C.A.B.وقد قامت 5 من هذه المجموعات وهي الأفريكان وينرز والتي احتلت عام 2010 المرتبة الثانية ضمن الالتراس العربي والمرتبة 8 عالميا ومجموعة الليدرز والدودجرز والشيكوس والفاندالز بالتوقيع على اتفاقية فيما بينها تنطوي بموجبه تحت مسمى الكورفا نور تحت شعار الكل متحد الكل أفريقي.
| الاسم             | الاسم بالفرنسية       | الاختصار | تاريخ إنشاء |
| ----------------- | --------------------- | -------- | ----------- |
| أفريكن وينرز      | African Winners       | AW95     | 1995        |
| ليدرز كلوبيسة     | Les Leaders Clubistes | LC03     | 2003        |
| فندال نورث        | North Vandals         | NV07     | 2007        |
| دوقرز كلوبيسة     | Dodgers Clubistes     | DC07     | 2007        |
| أفريكن يونتد      | Africain United       | AF08     | 2008        |
| شيكوس لاتينوس     | Chicos Latinos        | CL08     | 2008        |
| 'يانكي كلوبيسة    | Yankee Clubistes      | YC08     | 2008        |
| لوس بوراخوس       | Los Borrachos         | LB09     | 2009        |
| أفريكن فيدالو     | African Fidelio       | AF09     | 2009        |
| سموك بويز         | Smoke Boys            | SB09     | 2009        |
| ريزستنس كلوبيسة   | Résistance Clubiste   | RC09     | 2009        |
| سولدادوس كلوبيسة  | Soldados Clubistes    | SC10     | 2010        |
| كورينخا إكستريمست | Coringa Extremista    | CE10     | 2010        |

### التنافس
يوجد تنافس كبيرا من أجل التفوق بين النادي الأفريقي والترجي الرياضي، الذي يوجد بين الجماهيير بين ناديين العاصمة، والمعروفة باسم دربي تونس. هناك أيضا التنافس مع أنصار النجم الرياضي الساحلي، الناديين يتنفسان بشكل منتظم للحصول على لقب بطل تونس.

### تهم وتتبعات عدلية

#### اللافتة المثيرة للجدل
في نهائي كأس تونس 2017 رفعة لافتة في المنحني الشمالي (curva nord) كتب عليها باللغة التونسية كْرَهْنَاكُمْ يَا حُكًامْ شَادِينْ قَطَرْ ومْخَلِّينْ إِسْرَئِيلْ فِي سَلاَمْ (بالعربية: لقد كرهناكم أيها الرؤساء تضغطون على قطر وتدعون إسرائيل في سلام) بعد المباراة تم القبض على رافعي هذه اللافتة بتهمة التحريض على الشغب والفوضى وتم احتجازهم في معتقل بُشوشة وبعد أسبوعين تم الإفراج عليهم. العشرات من وسائل الإعلام العالمية نشرت صور للافتة ومن أهمها قناة الجزيرة وسي أن أن وغيرها.

## منافسات مع فرق أخرى

### ديربي العاصمة

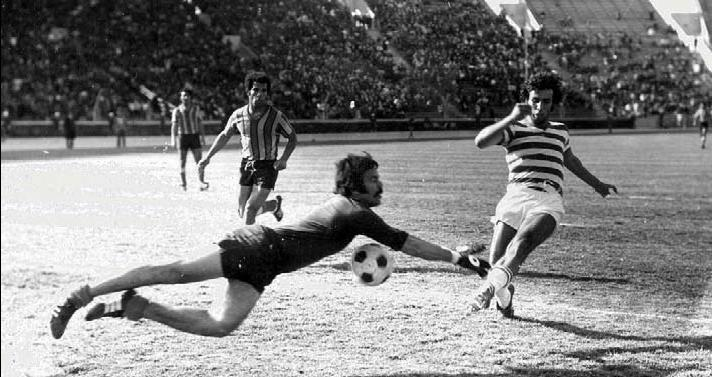
دربي العاصمة 1970

دربي تونس العاصمة أو دربي العاصمة هي المباراة الكبيرة التي تجمع أكبر ناديين في تونس العاصمة وهما الترجي الرياضي التونسي والنادي الإفريقي. كما يوجد دربي مصغر يجمع أحد هذين الفريقين مع نادي الملعب التونسي. يمثل كل واحد من الفريقين حيا بمدينة تونس، حي باب سويقة بالنسبة للترجي وحي باب جديد بالنسبة للنادي الإفريقي. يحتل دربي تونس المرتبة الثالثة عربيا لترتيب الدربيات العربية.كانت مقابلات الدربي تدور سابقا في ملعب الشاذلي زويتن، ثم انتقلت إلى الملعب الأولمبي بالمنزه، ومنذ عام 2001 أصبحت تدور في الملعب الأولمبي برادس. لديربي تونس العاصمة قاعدة جماهيرية مهولة في تونس خاصة في العاصمة وإقليم تونس الكبري إذ يلقب محب النادي الإفريقي بكلوبيست (بالفرنسية:clubiste) ويلقب محب الترجي الرياضي بالمكشخ. يتم التحضير لمباراة الديربي منذ عدة أسابيع من أجل تحضير الأعلام والدخلات والتي تتمثل في صور كاليغرافية عملاقة.توضع على المدرجات الشمالية والجنوبية لملعب رادس. قبل الثورة التونسية مباريات الديربي كانت تؤازرها جماهير القريقين وإبان الثورة وبقرار صادر عن الجامعة التونسية لكرة القدم يجب أن يؤازر المباراة جمهور الفريق المستضيف ويصيب عنها جمهور الفريق الضيف، ولكن في نهائي كأس تونس 2016 تمت دعوة كلا الجمهورين للمباراة وكانت من أعظم مباريات الديربي التي جرت في تاريخ كرة القدم التونسية. دائما ما تكون هنالك صراعات بين مجموعات الألتراس والشرطة مما تسبب أحيانا في منع الجماهير من حضور مباراة الديربي القادمة وتُسَلَّط على إدارة النادي غرامة مالية تعطى لإدارة الحي الوطني الرياضي لصيانة الملعب بعد أعمال الشغب.
| المسابقة                                    | عدد المواجهات | الفوز           | الفوز          | التعادل | الأهداف         | الأهداف        |
| المسابقة                                    | عدد المواجهات | النادي الإفريقي | الترجي الرياضي | التعادل | النادي الأفريقي | الترجي الرياضي |
| ------------------------------------------- | ------------- | --------------- | -------------- | ------- | --------------- | -------------- |
| الرابطة التونسية المحترفة الأولى لكرة القدم | 126           | 28              | 51             | 47      | 118             | 154            |
| كأس تونس                                    | 22            | 9               | 9              | 4       | 21              | 22             |
| كأس السوبر التونسي                          | 2             | 2               | 0              | 0       | 2               | 0              |
| كأس الرابطة                                 | 2             | 0               | 2              | 0       | 1               | 4              |
| مجموع المباريات                             | 152           | 41              | 62             | 50      | 142             | 180            |

### مواجهة النادي الإفريقي والنادي الصفاقسي
- مقابلات : 125
- فوز النادي الإفريقي : 53
- فوز النادي الصفاقسي : 26
- تعادلات : 46
- سجل النادي الإفريقي : 156
- سجل النادي الصفاقسي : 104

كأس تونس
- مقابلات : 6
- فوز النادي الإفريقي : 5
- فوز النادي الصفاقسي : 1
- تعادلات : 0
- سجل النادي الإفريقي : 8
- سجل النادي الصفاقسي : 8

دوري أبطال العرب
- مقابلات : 1
- فوز النادي الإفريقي : 1
- فوز النادي الصفاقسي : 0
- تعادلات : 0
- سجل النادي الإفريقي : 2
- سجل النادي الصفاقسي : 2

| سجل مواجهات النادي الإفريقي والنادي الصفاقسي | سجل مواجهات النادي الإفريقي والنادي الصفاقسي | سجل مواجهات النادي الإفريقي والنادي الصفاقسي | سجل مواجهات النادي الإفريقي والنادي الصفاقسي | سجل مواجهات النادي الإفريقي والنادي الصفاقسي | سجل مواجهات النادي الإفريقي والنادي الصفاقسي | سجل مواجهات النادي الإفريقي والنادي الصفاقسي |
| المسايقة                                     | مقابلات                                      | فوز                                          | فوز                                          | تعادلات                                      | أهداف                                        | أهداف                                        |
| المسايقة                                     | مقابلات                                      | النادي الإفريقي                              | النادي الصفاقسي                              | تعادلات                                      | النادي الإفريقي                              | النادي الصفاقسي                              |
| -------------------------------------------- | -------------------------------------------- | -------------------------------------------- | -------------------------------------------- | -------------------------------------------- | -------------------------------------------- | -------------------------------------------- |
| الرابطة التونسية المحترفة الأولى لكرة القدم  | 127                                          | 54                                           | 26                                           | 47                                           | 159                                          | 106                                          |
| كأس تونس                                     | 6                                            | 4                                            | 2                                            | 0                                            | 7                                            | 5                                            |
| دوري أبطال العرب                             | 1                                            | 1                                            | 0                                            | 0                                            | 2                                            | 2                                            |
| المجموع                                      | 134                                          | 59                                           | 28                                           | 47                                           | 167                                          | 113                                          |

### مواجهة النادي الإفريقي والنجم الرياضي الساحلي
- مقابلات : 128
- فوز النادي الإفريقي : 43
- فوز النجم الساحلي : 39
- تعادلات : 38
- سجل النادي الإفريقي : 124
- سجل النجم الساحلي : 115

كأس تونس
- مقابلات : 20
- فوز النادي الإفريقي : 8
- فوز النجم الساحلي : 10
- تعادلات : 2
- سجل النادي الإفريقي : 16
- سجل النجم الساحلي : 17

كأس السوبر التونسي
- مقابلات : 1
- فوز النادي الإفريقي : 0
- فوز النجم الساحلي : 1
- تعادلات : 0
- سجل النادي الإفريقي : 0
- سجل النجم الساحلي : 1

البطولة العربية للأندية الفائزة بالكؤوس
- مقابلات : 1
- فوز النادي الإفريقي: 1
- فوز النجم الساحلي : 0
- تعادلات : 0
- سجل النادي الإفريقي : 2
- سجل النجم الساحلي : 5

| سجل مواجهات النادي الإفريقي والنجم الرياضي الساحلي | سجل مواجهات النادي الإفريقي والنجم الرياضي الساحلي | سجل مواجهات النادي الإفريقي والنجم الرياضي الساحلي | سجل مواجهات النادي الإفريقي والنجم الرياضي الساحلي | سجل مواجهات النادي الإفريقي والنجم الرياضي الساحلي | سجل مواجهات النادي الإفريقي والنجم الرياضي الساحلي | سجل مواجهات النادي الإفريقي والنجم الرياضي الساحلي |
| المسابقة                                           | مقابلات                                            | الفوز                                              | الفوز                                              | التعادل                                            | الأهداف                                            | الأهداف                                            |
| المسابقة                                           | مقابلات                                            | النجم الساحلي                                      | النادي الإفريقي                                    | التعادل                                            | النجم الساحلي                                      | النادي الأفريقي                                    |
| -------------------------------------------------- | -------------------------------------------------- | -------------------------------------------------- | -------------------------------------------------- | -------------------------------------------------- | -------------------------------------------------- | -------------------------------------------------- |
| الرابطة التونسية المحترفة الأولى لكرة القدم        | 128                                                | 39                                                 | 43                                                 | 38                                                 | 115                                                | 124                                                |
| كأس تونس                                           | 20                                                 | 10                                                 | 8                                                  | 2                                                  | 17                                                 | 16                                                 |
| كأس السوبر التونسي                                 | 1                                                  | 1                                                  | 0                                                  | 0                                                  | 5                                                  | 2                                                  |
| البطولة العربية للأندية الفائزة بالكؤوس            | 1                                                  | 0                                                  | 1                                                  | 0                                                  | 0                                                  | 1                                                  |
| مجموع المباريات                                    | 152                                                | 62                                                 | 41                                                 | 50                                                 | 180                                                | 142                                                |

## مقالات ذات صلة

### مقالات النادي اإفريقي
- جماهير النادي الإفريقي
- إحصائيات و أرقام النادي الإفريقي
- متجر النادي الإفريقي

### مقالات أخرى
- الرابطة التونسية المحترفة الأولى لكرة القدم
- كأس تونس لكرة القدم

## وصلات خارجية
- الموقع الرسمي